# Кавказ

Физическая карта Кавказа

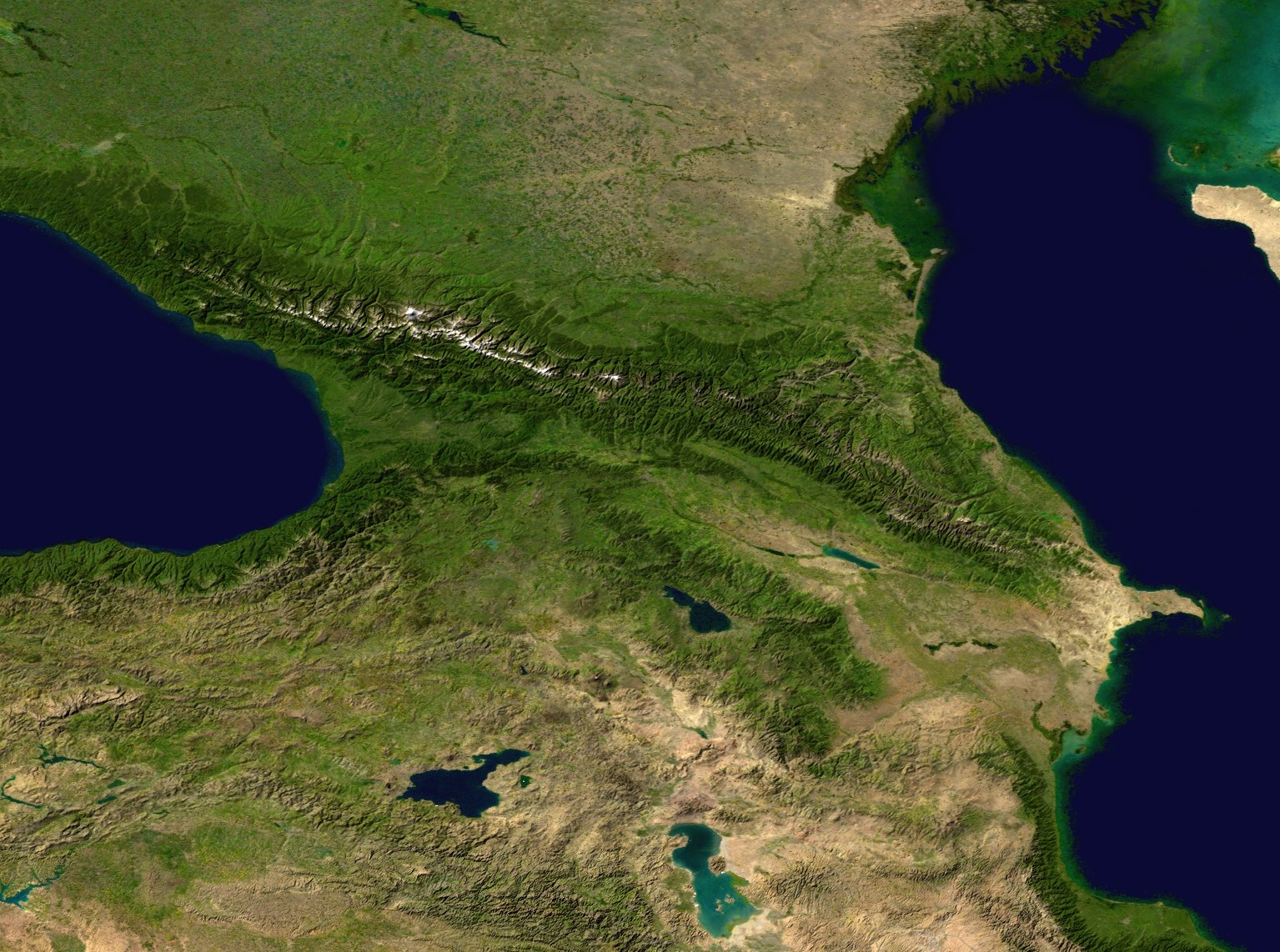
Кавказ из космоса

Кавка́з — географическая область, преимущественно горная страна в Евразии, расположенная к югу от Восточно-Европейской равнины, на границе Европы и Азии, которая охватывает территории России, Грузии, Азербайджана и Армении, ряда частично признанных государств. Ограничен Чёрным морем с запада и Каспийским морем с востока.
Северная граница Кавказа проходит по Кумо-Манычской впадине, Азовскому морю и Керченскому проливу.
Южная граница Кавказа проходит по бывшей государственной границе СССР (ныне — южные границы Грузии, Армении и Азербайджана c Турцией и Ираном). Площади закавказских государств, а также российских Северо-Кавказского федерального округа, Краснодарского края и Республики Адыгея вместе равны 440 тыс. км².
В историко-географическом и экономическом отношении, в пределах Кавказа традиционно выделяют Северный Кавказ и Закавказье. Северный Кавказ включает Предкавказье, северный склон Большого Кавказа преимущественно по водораздельному гребню (на востоке — до реки Самур), а также юго-западный склон Главного Кавказского хребта на его крайнем северо-западном участке и, традиционно, Черноморское побережье Кавказа (Черноморское побережье России до реки Псоу), хотя фактически (относительно Главного Кавказского Хребта) этот субрегион относится к Закавказью (так же, как и Абхазия).
С точки зрения современной политической географии (политико-административного деления) территория Кавказа разделена между Россией — Северный Кавказ и, частично, Закавказье по правому берегу реки Самур (Кавказ находится на юге (юго-запад) России), а также Азербайджаном, Арменией и Грузией. На Кавказе также находятся частично признанные государства: Республика Абхазия и Южная Осетия. Турция не без основания считает свои восточные регионы также относящимися к кавказскому региону.

## Этимология
Название «Кавказ» (др.-греч. Καύκασος) впервые встречается у древнегреческих авторов Эсхила (VI—V века до н. э.) в «Прометее прикованном» и Геродота (V век до н. э.). По свидетельству географа Страбона (со ссылкой на Эратосфена (III век до н. э.)), местные жители называли Кавказ Каспием, что является косвенным подтверждением о иноземном происхождении названия Καύκασος.

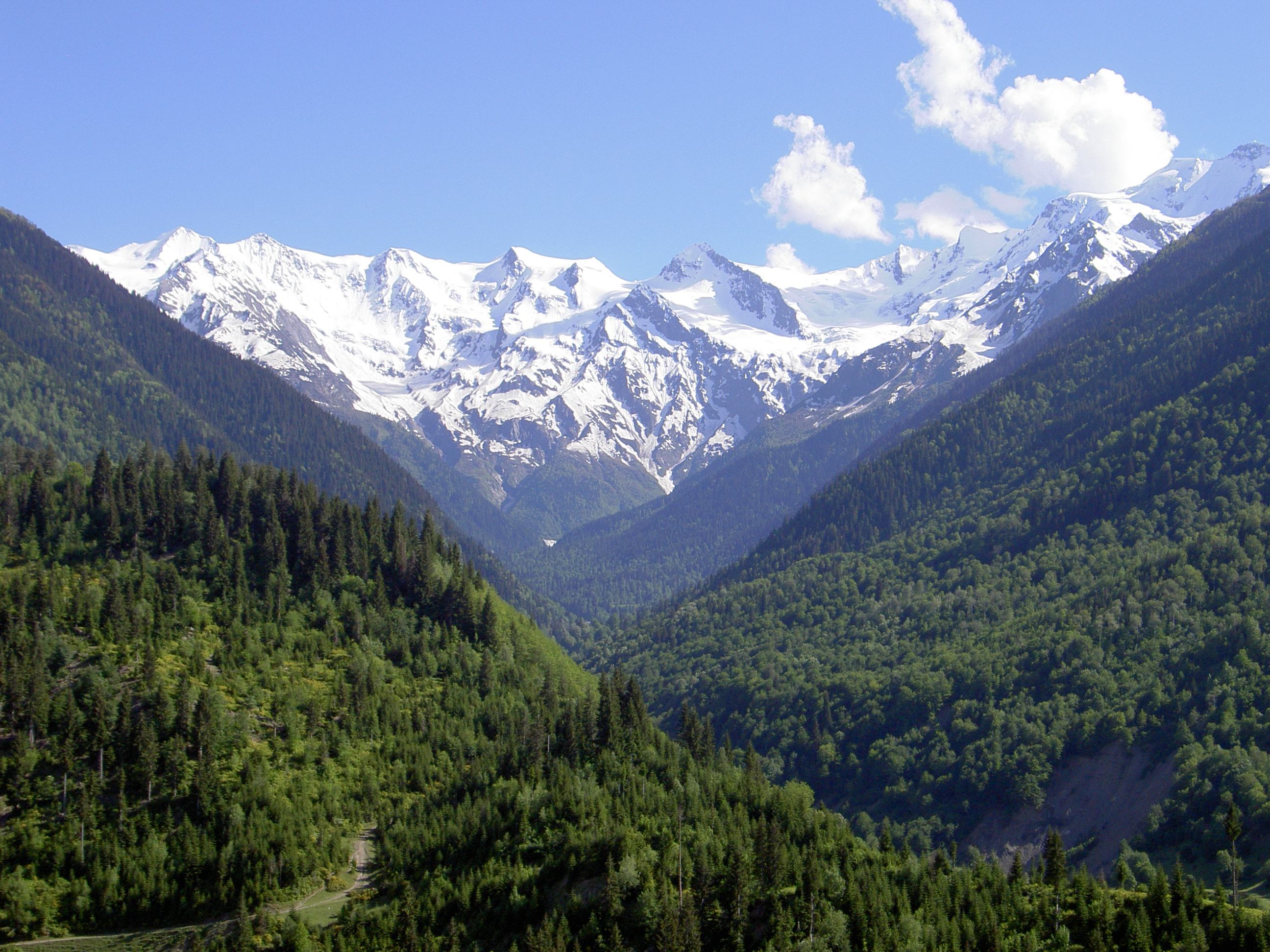
В Сванетии

Происхождение слова Καύκασος неясно, и в попытках лингвистов дать какую-либо этимологию нет единства.
Др.-греч. Καύκασος, согласно выдвинутому в 1909 году Ф. Зольмсеном предположению, связывается с праиндоевропейским корнем *kauk-, от которого среди прочего произошли гот. hauhs «высокий», лит. kaukara «холм» и русское «куча»; корень *kauk, в свою очередь, представляет собой ступень чередования от индоевропейского *keuk / *kūk, от которого среди прочего произошли гот. huhjan и русское «кичиться». Теория Зольмсена нашла также отражение у Отто Шрадера и Альфонса Неринга. Вместе с тем советский лингвист В. А. Никонов отмечал, что этимология Шрадера и Неринга лишена доказательств. Так до сих пор и неясно, в каком из индоевропейских языков возникло название Καύκασος и с помощью каких словообразовательных средств оно было образовано.
Менее убедительна этимология, предложенная Альбером Йорисом ван Виндекенсом, возводившего ороним Καύκασος, название горы и города в Бруттие Κόκυνθος и пеласг. κόκκυς· λόφος к ПИЕ *gug-, от которого лит. gugà, лит. gaögaras — «вершина». Такое же сопоставление с лит. gaögaras проводит Альберт Джозеф Карной.
Британским лингвистом Эдрианом Румом предложена этимология от пеласг. *kau- «гора». Вместе с тем Э. Рум не объясняет происхождение второй части оронима.
Проблемы с интерпретацией исходного греческого термина неоднократно заставляли учёных обращаться к более поздней латинской форме скифского названия горы лат. Сrouсаsim (аккузатив). Форму без вариантов Croucasis (номинатив), засвидетельствованную у Солина, Йозеф Маркварт объясняет из др.-иран. (скиф.) *χrohu «лёд» и käsi «блестящий», то есть — *χrohu-käsi «сверкающий снегом, льдистоблистающий».
Пауль Кречмер, ссылаясь на латыш. kruvesis «гололедица» и др.-в.-нем. (h)roso «лёд», сопоставляет ороним с др.-греч. κρύος «лёд» и, с другой стороны, с др.-инд. kā́çatē «блестит, светит» от kāç «блестеть, быть видимым», значение при этом определяется у Кречмера, как «ледяной блеск». Менее удачно сравнение А. И. Соболевского с авест. kahrkāsa «ястреб» (буквально: «куроед»).
Ю. В. Откупщиков обратил внимание на недостатки предлагавшихся ранее этимологий, указал на атомарный подход предыдущих исследователей к единичному топониму, полностью игнорирующем ареальный аспект проблемы, без учёта словообρазовательной системы, в которую входит анализируемое название. При этом Ю. В. Откупщиков также отметил форму Сrouсаsim, как вероятно испорченную (неверно прочитанную) римскими авторами формы лат. Caucasim, и отмёл все по авторскому выражению «льдоблистающие» индийские и иранские этимологии Καύκασος, вернувшись при этом к этимологии Шрадера и Неринга.
Согласно М. А. Ююкину, топоним Καύκασος может быть истолкован как «чаячья гора (скала)».
В русском языке является новым заимствованием из фр. Саuсаsе или нем. Kaukasus. Известные из «Повести временных лет» (XII век) др.-рус. Кавкасийскыѣ горы произошли из ср.-греч. Καυκάσια ὄρη от др.-греч. Καύκασος.
Помимо искомого названия древние греки и римляне называли Кавказ также Индийскими горами (лат. Indicus).

## Физико-географическое районирование
Кавказ расположен в пределах Альпийско-Гималайского подвижного пояса с активными новейшими тектоническими движениями и характеризуется разнообразием горного рельефа.

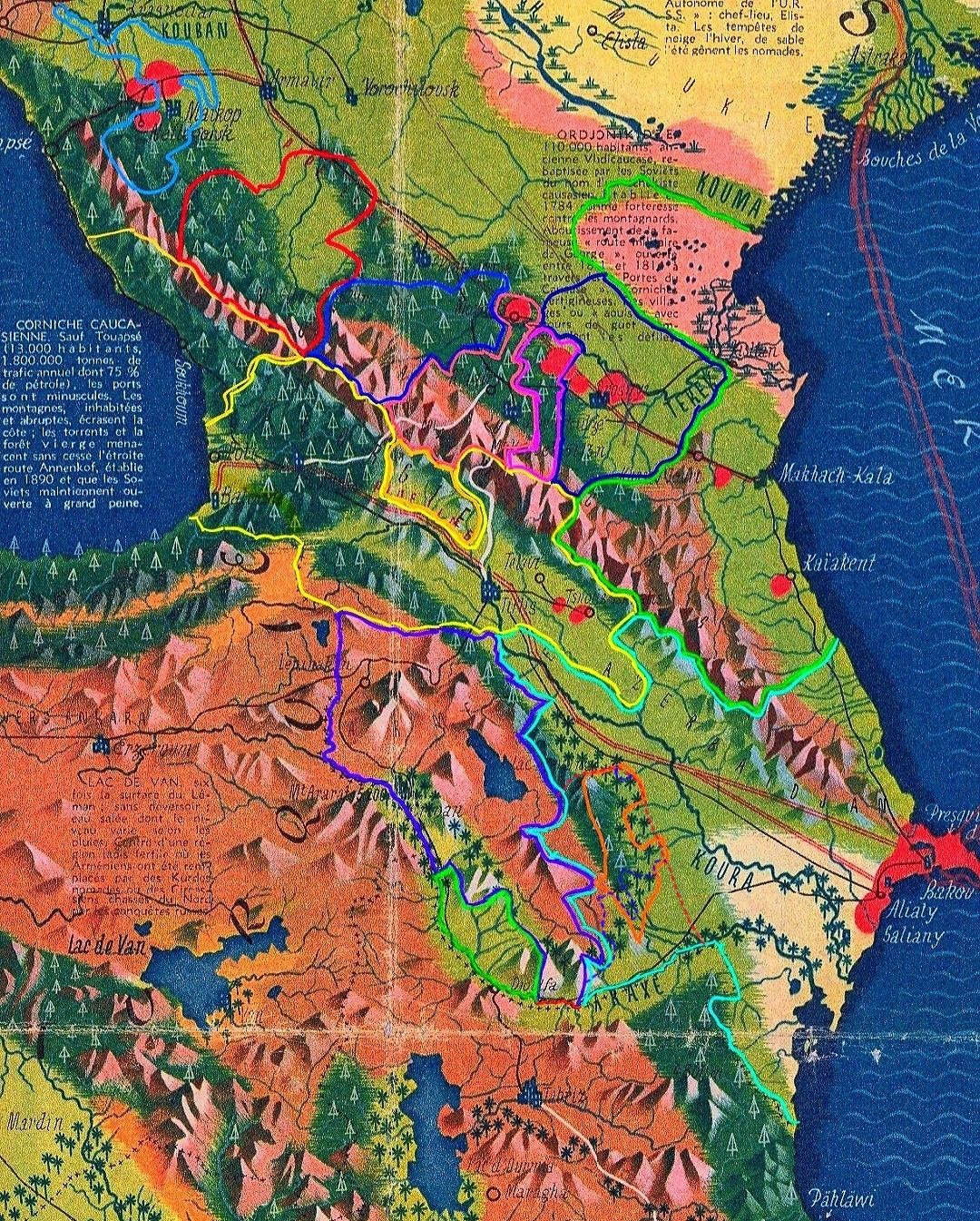
Природный рельеф и растительный покров Кавказского перешейка, 1940 год

По геолого-геоморфологическому строению на территории Кавказа c севера на юг выделяются четыре главные орографические зоны, совпадающие c основными структурными элементами Кавказа:
- Предкавказская равнина,
- горная система Большого Кавказа (Большой Кавказский хребет и Северный Кавказ),
- Закавказская депрессия, в которую входят:
  - Колхидская низменность,
  - Кура-Араксинская низменность,
- Закавказское нагорье (северная часть Армянского Нагорья), которое состоит из двух различных геолого-геоморфологических и физико-географических регионов:
  - горной системы Малого Кавказа,

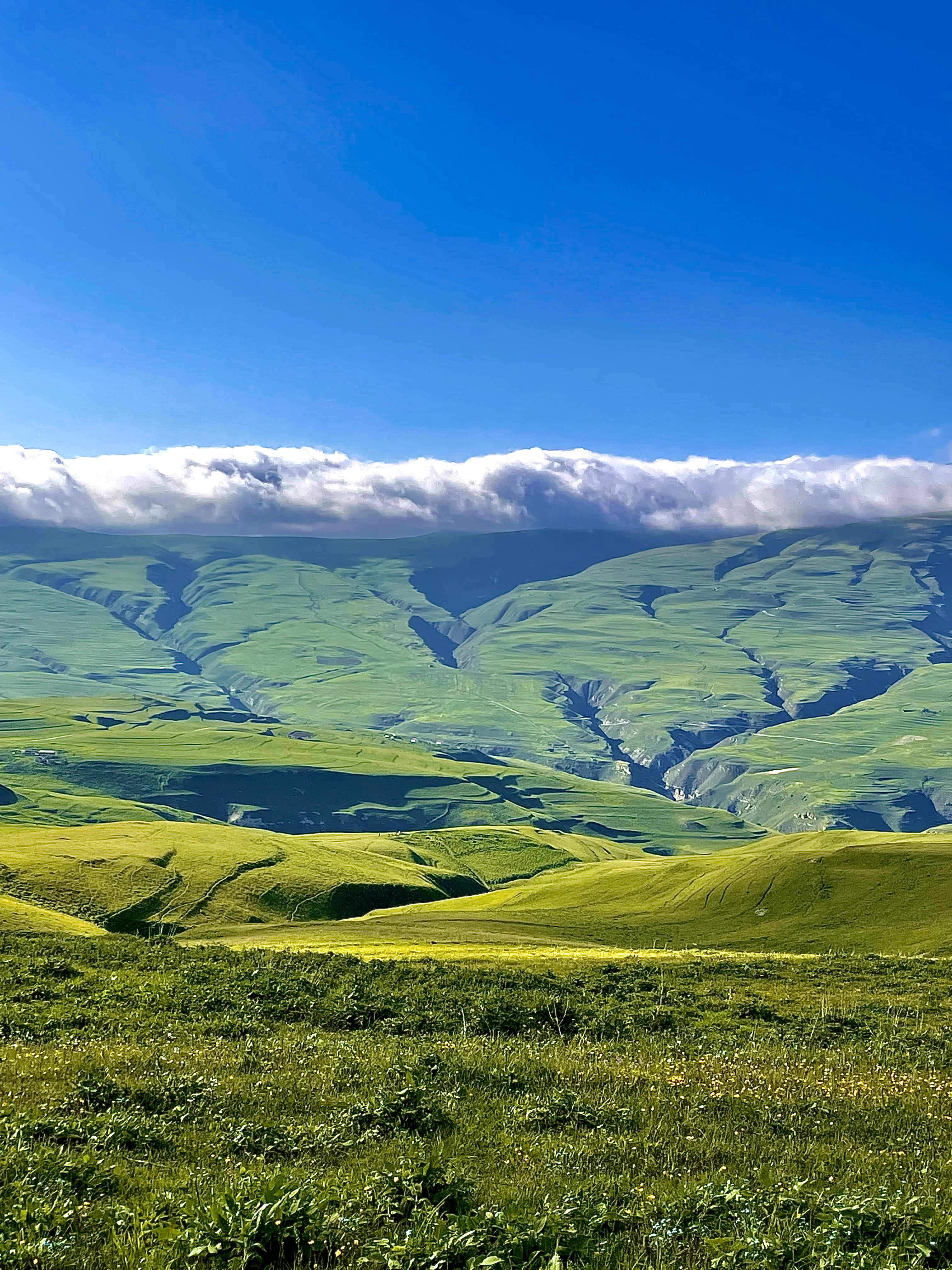
Чеберлой. Чечня

  - Чеберлой. ЧечняДжавахетско-Армянского (Южно-Кавказского) нагорья — северо-восточной части Армянского нагорья.

Предкавказская равнина тянется от Азовского до Каспийского моря в виде широкой полосы протяжённостью 700—800 км. По характеру рельефа подразделяется на три элемента: Азово-Кубанскую (Кубано-Приазовскую) низменность, Ставропольскую возвышенность и Терско-Кумскую низменность. Южнее Ставропольской возвышенности находится Минераловодская группа островных гор.

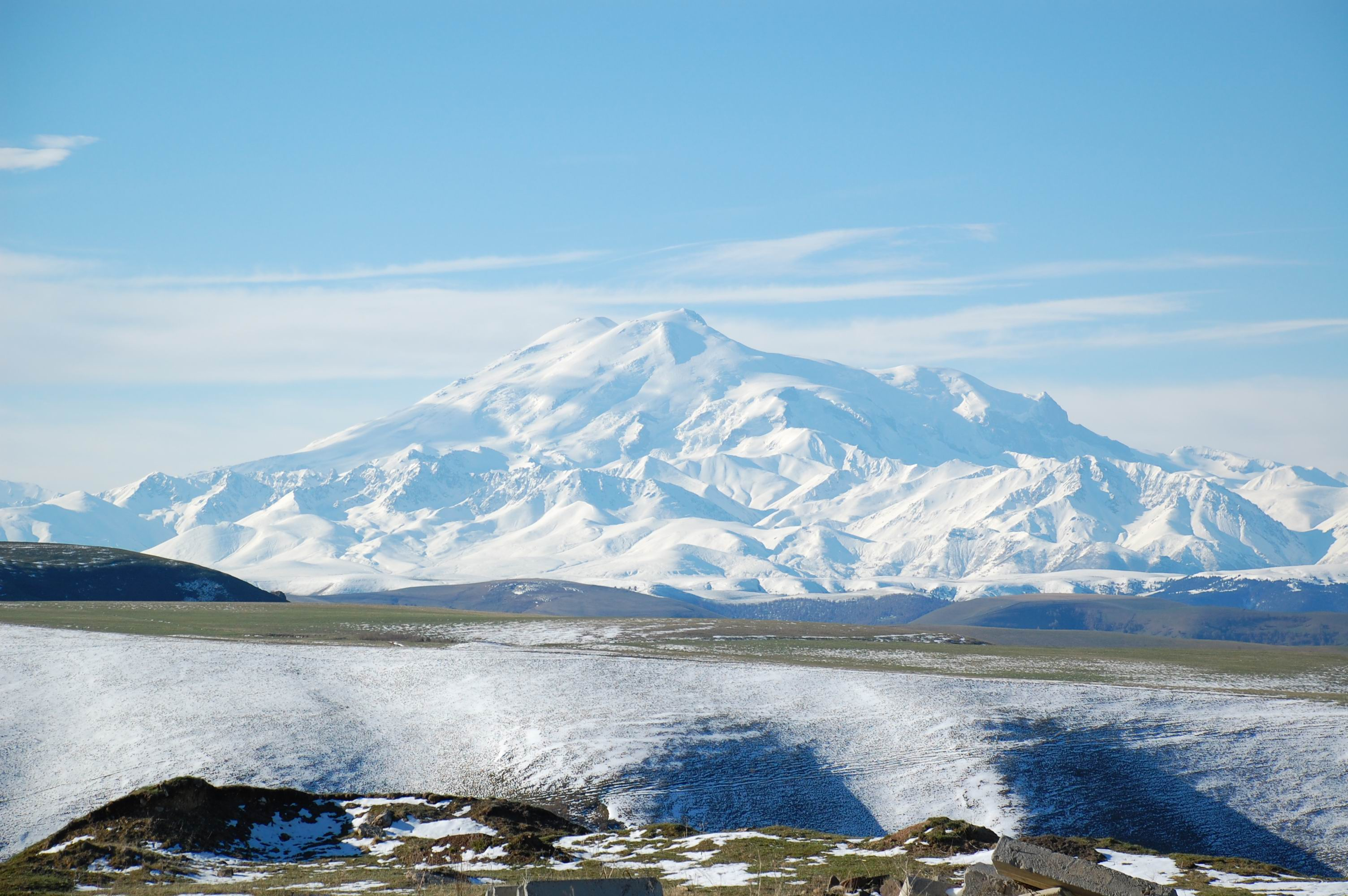
Эльбрус

Горная система Большого Кавказа делится (по длине) на Западный, постепенно повышающийся от Таманского полуострова до Эльбруса (высшая точка Кавказа, 5642 м), высокогорный Центральный (между Эльбрусом и Казбеком) и Восточный, понижающийся от Казбека до Апшеронского полуострова. В центральной части горная система сильно сжата, а на западе и востоке — расширена. Северный склон её длинный и пологий, а южный — короткий и крутой. Осевой зоне Большого Кавказа соответствуют наиболее высокие хребты — Главный, или Водораздельный, и Боковой c вершинами более 4-5 тыс. м. Главный Кавказский хребет разделяет Северный Кавказ и Закавказье. Вершины Кавказа: Мижирги (5025 м), Казбек (5033 м), Джанги-тау (5058 м), Шхара (5068 м), Пик Пушкина (5100 м), Коштантау (5152 м) — вздымаются выше высочайшей точки Альп — Монблана (4807 м). Ближайшие к Кавказу «пятитысячники», высочайшая точка всей Малой Азии (Арарат, 5165 м; по сути, Закавказского нагорья) и горной системы Эльбурс (вулкан Демавенд, 5604 м) — уступают кавказским вершинам Дыхтау (5204 м) и Эльбрус (5642 м). Два из «пятитысячников» Большого Кавказа, Казбек и Шхара, находятся на границе с Грузией. Все остальные — в Кабардино-Балкарии (включая Шхару).

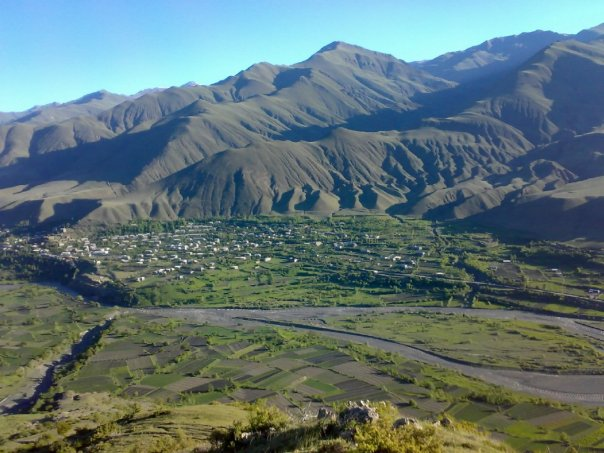
Зрых, Дагестан

Южнее Большого Кавказа расположена Закавказская депрессия, представленная заболоченной Колхидской низменностью на западе и засушливыми Кура-Араксинской низменностью и Алазанской равниной на востоке. Низменности разделены субмеридиональным Лихским хребтом, соединяющим Большой и Малый Кавказ.
К югу от закавказских низменностей расположено Закавказское нагорье, включающее Малый Кавказ и Джавахетско-Армянское (Южно-Кавказское) нагорье. Малый Кавказ образует 600-километровую дугу из ряда средневысотных складчатых хребтов высотой 2000—2500 м, разделённых межгорными котловинами. Высшая точка — гора Гямыш (3724 м). Эти хребты обрамляют с севера и северо-востока Армянское нагорье, которое состоит из вулканических плато, расчленённых глубоко врезанными каньонами, и равнин на высоте 1500—2000 м с поднимающимися над ними вулканическими хребтами, разделёнными межгорными впадинами на высоте 700—1200 м. Высшая точка на территории Армении — гора Арагац (4090 м).
На крайнем юго-востоке Закавказья находятся Талышские горы, служащие продолжением системы Малого Кавказа, и отделяющая их от Каспийского моря Ленкоранская низменность. Малый Кавказ и Талышские горы служат соединительным звеном между Понтийскими горами на севере Малой Азии и хребтом Эльбурс (окраинная горная цепь на севере Иранского нагорья). Талышские горы состоят из трёх продольных средневысотных хребтов высотой до 2494 м (гора Кюмюркёй), постепенно понижающихся к узкой приморской полосе Ленкоранской низменности, лежащей, как и всё каспийское побережье, на 28 м ниже уровня мирового океана.
Поднятие гор (до 1,5 см в год) и опускание низменностей (2—6 мм в год) обуславливают повышенную сейсмичность Кавказа (до 10 баллов), особенно в северо-западной части Армянского нагорья. (Последнее катастрофическое землетрясение произошло там в 1988 году). В горах активны сходы ледников, лавин, селей, а также оползни и камнепады. На равнинах характерны процессы эрозии, суффозии и заболачивания. Много карстовых пещер, особенно на Большом Кавказе (Новоафонская пещера, Воронцовская система пещер, Снежная пропасть (одна из самых глубоких в мире, 1370 м), карстовое плато Лагонаки).

## Население

### Антропологические типы
Европеоидная раса:
- Кавкасионский тип:
  - аварцы,
  - агулы,
  - андийцы,
  - балкарцы,
  - бацбийцы,
  - даргинцы,
  - ингуши,
  - карачаевцы,
  - лакцы,
  - лезгины,
  - осетины,
  - рутульцы,
  - табасараны,
  - цахуры,
  - цезы,
  - чеченцы;

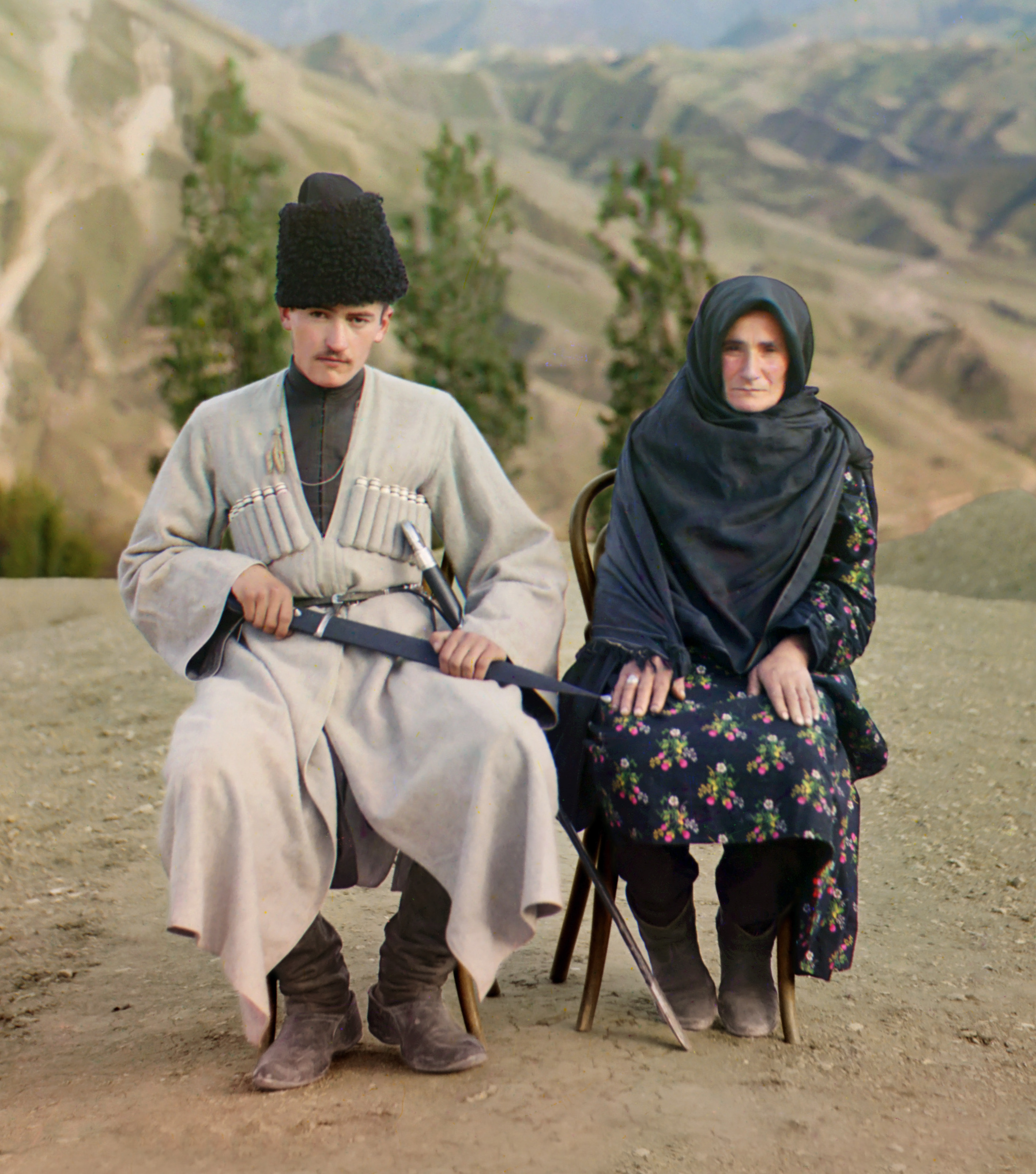
Дагестанцы

  - восточные субэтносы грузин: картлийцы, кахетинцы, хевсуры, мохевцы, тушины, пшавы, мтиулы, гудамакарцы, ингилойцы, месхетинцы, джавахи, ферейданцы;
- Понтийский подтип:
  - адыги (адыгейцы, кабардинцы, черкесы, шапсуги),
  - абазины,
  - абхазы,
  - понтийские греки,
  - западные субэтносы грузин: аджарцы, гурийцы, имеретинцы, рачинцы, лечхумцы, мегрелы, сваны, лазы, имерхевцы, чвенебури;
- Каспийский подтип:
  - азербайджанцы,
  - кумыки,
  - таты,
  - цахуры,
  - шахдагские народы;
- Арменоидный тип:
  - армяне,
  - ассирийцы,
  - курды,
    - езиды.

### Народы

Этнолингвистические группы в Кавказском регионе

На территории Кавказа проживают до 50 народностей, которые создали самобытную культуру и собственные особые языки. На Кавказе сегодня проживают также пришедшие в разное время народы, не являющиеся по происхождению кавказцами, в частности: русские, украинцы, курды, ассирийцы, греки, татары, евреи и другие.
Народы Кавказа по языку делятся на 3 основные группы:
- Кавказских семей:
  - Народы картвельской языковой семьи: грузины, мегрелы, лазы и сваны
  - Народы абхазо-адыгской языковой семьи: адыги (кабардинцы, черкесы, адыгейцы и шапсуги), абхазы и абазины.
  - Народы нахско-дагестанской языковой семьи:
    - Нахские языки: чеченцы, ингуши и бацбийцы
    - Дагестанские языки: аварцы (включая андо-цезские народы),  даргинцы,  лезгины, лакцы, агулы, рутульцы, табасараны и цахуры
- Народы (гипотетической) алтайской языковой семьи:
  - Тюркоязычные народы: азербайджанцы, кумыки, карачаевцы, балкарцы, трухмены, ногайцы и турки-месхетинцы.
- Народы индоевропейской языковой семьи:
  - Иранская ветвь: осетины, курды (езиды), горские евреи, талыши и таты;
  - Другие: армяне и черкесские греки

### Религия
Основными религиями являются христианство: восточное православие (Русская и Грузинская церкви), ориентальное православие (Армянская апостольская церковь), несторианство (Ассирийская церковь Востока) и ислам (преимущественно суннитского толка и шиизм). Есть представители иудаизма (ашкеназы, лахлухи, грузинские и горские евреи) и езидизма (курды-езиды). Сохраняются также традиционные верования, обычно в сочетании с одной из мировых религий.

## История

### От позднейантичностидо Средневековья

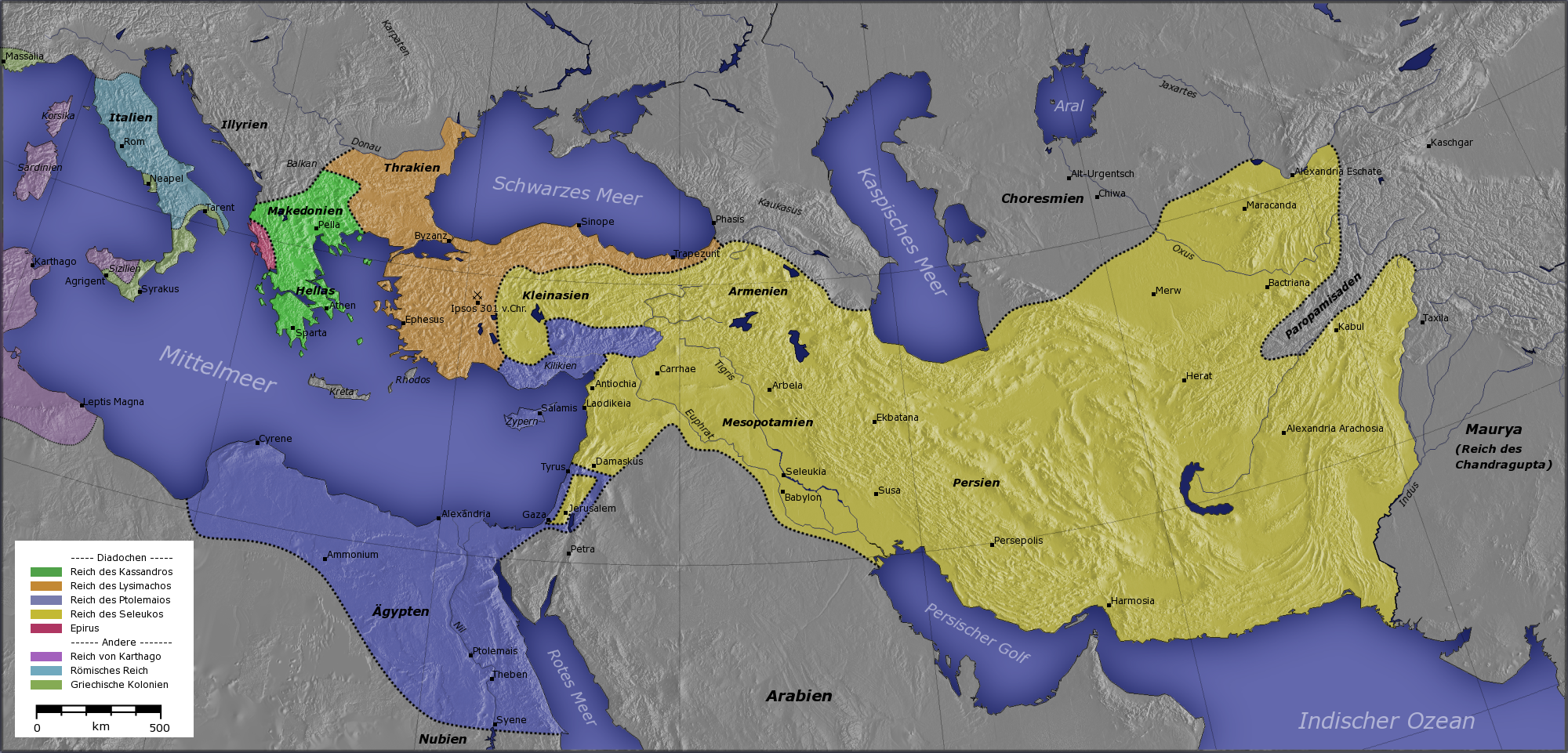
Держава Александра Великого. IV век до н. э.

Территория Кавказа на протяжении многих веков служила ареной вооружённых столкновений крупных государств (империй), пытавшихся установить свой контроль над этим стратегическим районом. Этот большой регион, разделяющий два мира — Европу и Азию, окутан множеством мифов, преданий и легенд.
Северное Причерноморье в I тысячелетии до н. э. заселяют скифы, савроматы, сарматы, древние греки.
С раннего Средневековья в Предкавказье появляются тюркские народы и их политические образования — гуннов, Великой Булгарии, Хазарского каганата, печенегов, Золотой орды, Крымского ханства, Османской империи, Сефевидов.
Древние греки познакомились с Кавказом в VI веке до н. э. благодаря колонии Диоскуриада, основанной в Колхиде, на восточном побережье Чёрного моря.
По представлениям ионийских географов, Кавказ находился на восточной оконечности Земли.
Часть Закавказья входила в область зарождения государства Урарту на территории Армянского Нагорья. В первой четверти 1 тысячелетия до н. э. Урарту занимало главенствующее положение среди государств Передней Азии. Во время царствования Аргишти I в 786—764 гг до н. э. были основаны город Аргиштихинили (недалеко от современного Армавира в Армении), который долгое время оставался крупным административным центром Урарту, и город Эребуни на территории современного Еревана. Крепость Эребуни использовалась в дальнейшем урартскими войсками для походов вглубь района озера Севан и для защиты Араратской долины.
V—IV века до н. э. военный поход в Закавказье предприняли персы.
В IV веке до н. э. южная часть Кавказа входила в империю Александра Македонского.
С I века до н. э. Закавказье находилось под протекторатом Римской империи

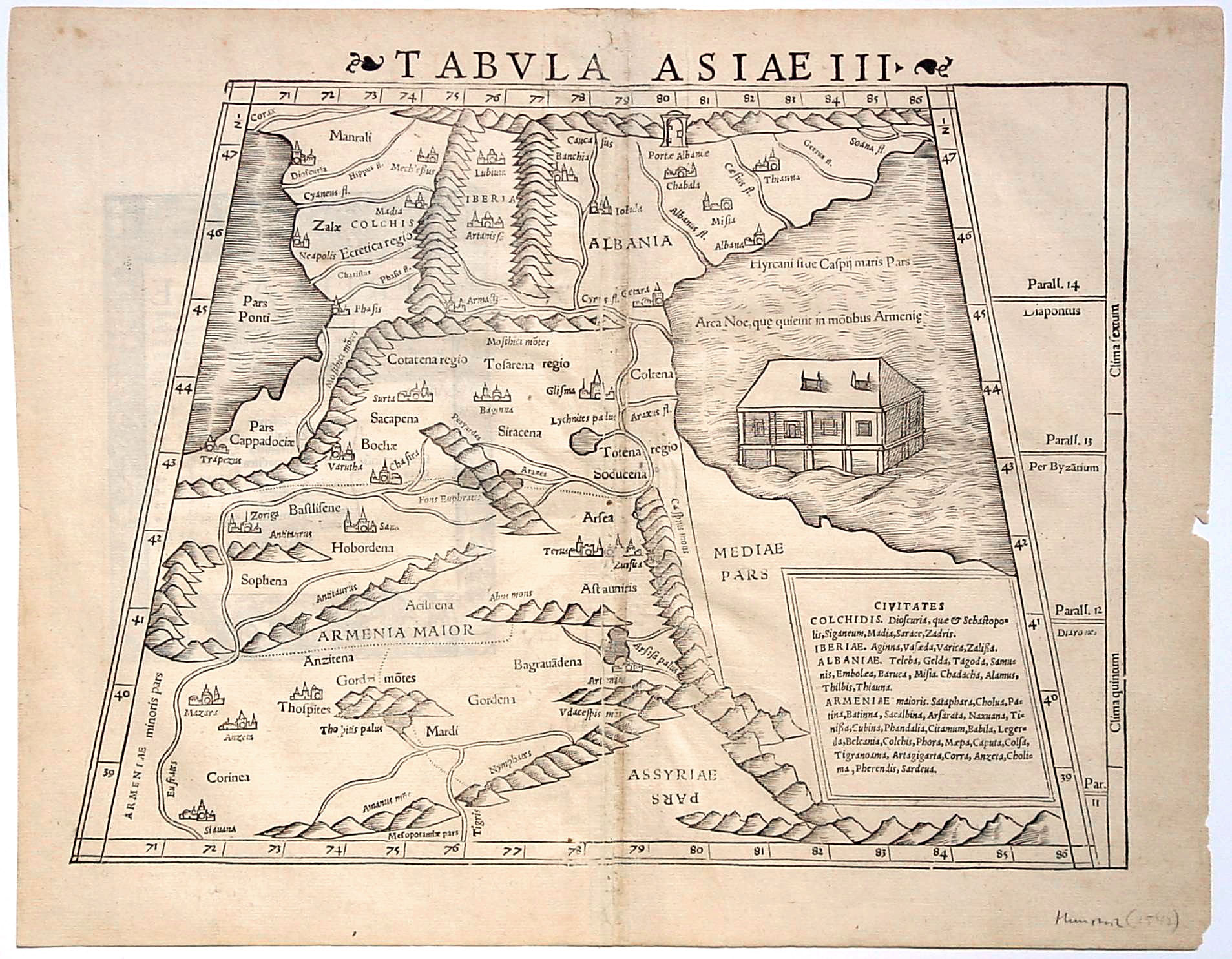
Карта Кавказа и Закавказья (1544—1545 гг.)

Позднее Закавказье делили между собой Византийская империя и Персия. В VII веке началась экспансия в Закавказье Арабского халифата. C начала XIII века Кавказ находился под монголо-татарским владычеством. На протяжении последующих веков Закавказье стало ареной противоборства Персии и Османской империи. Активная экспансия Российского государства в кавказском направлении началась после распада Золотой орды.

### Исторические государства Кавказа

Армения времен Тиграна Великого

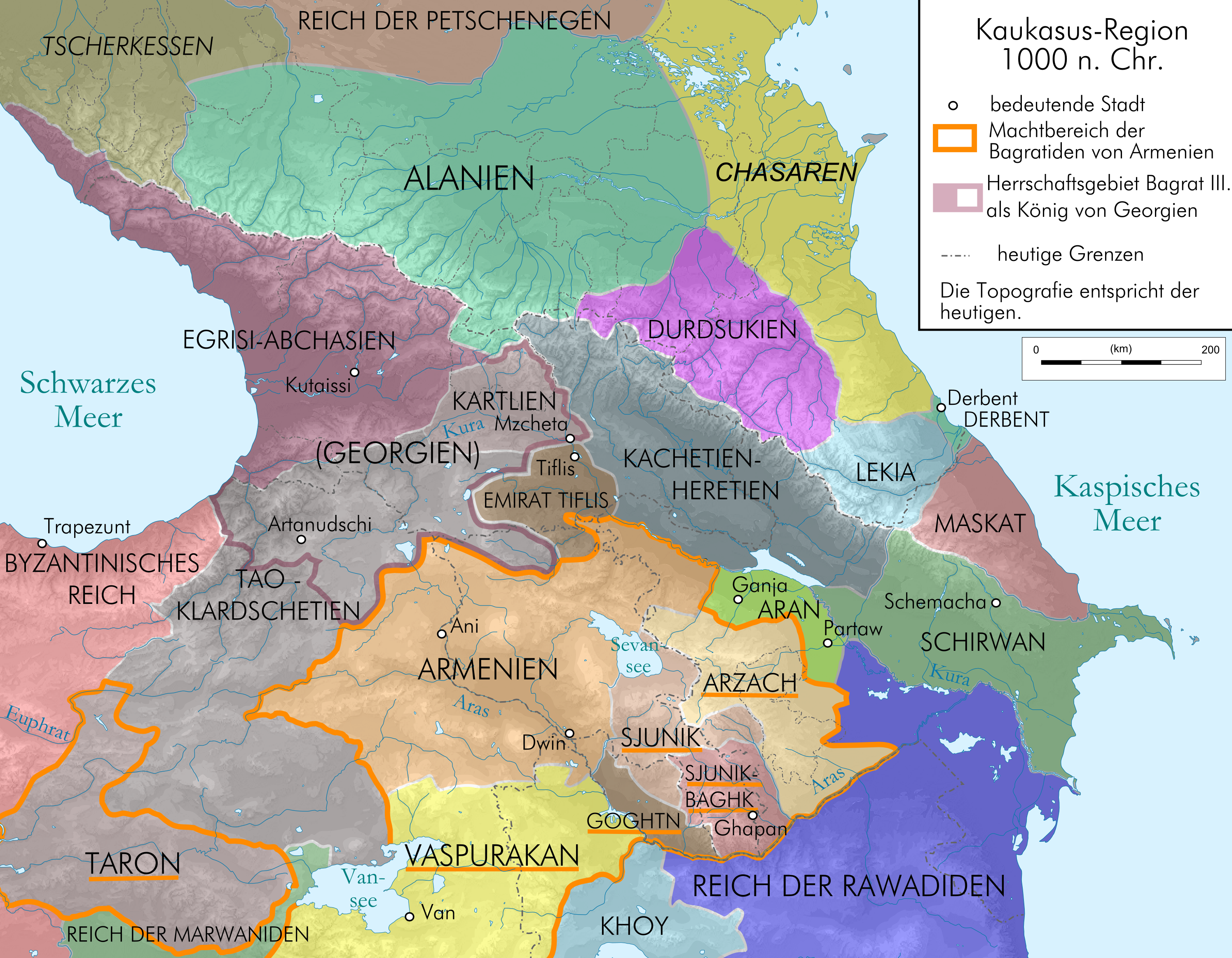
Кавказ и Закавказье в 1000 году

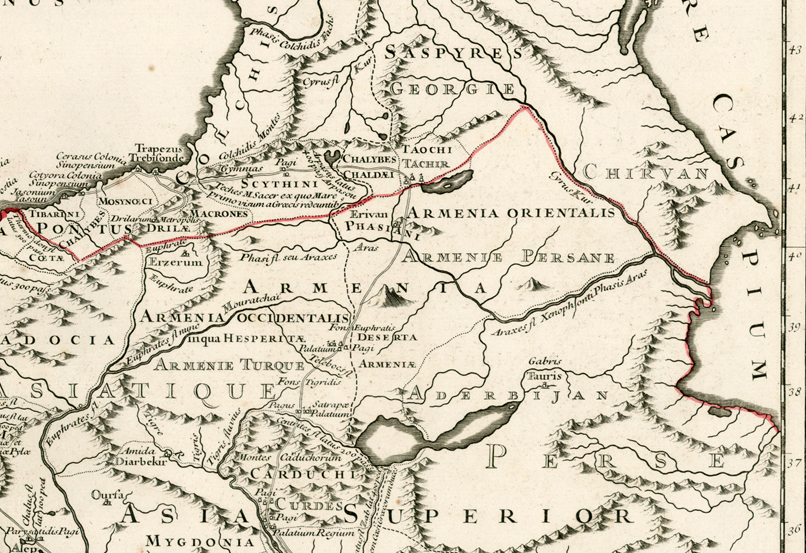
Восточная Армения (Armenia orientalis) на карте 1740 года.

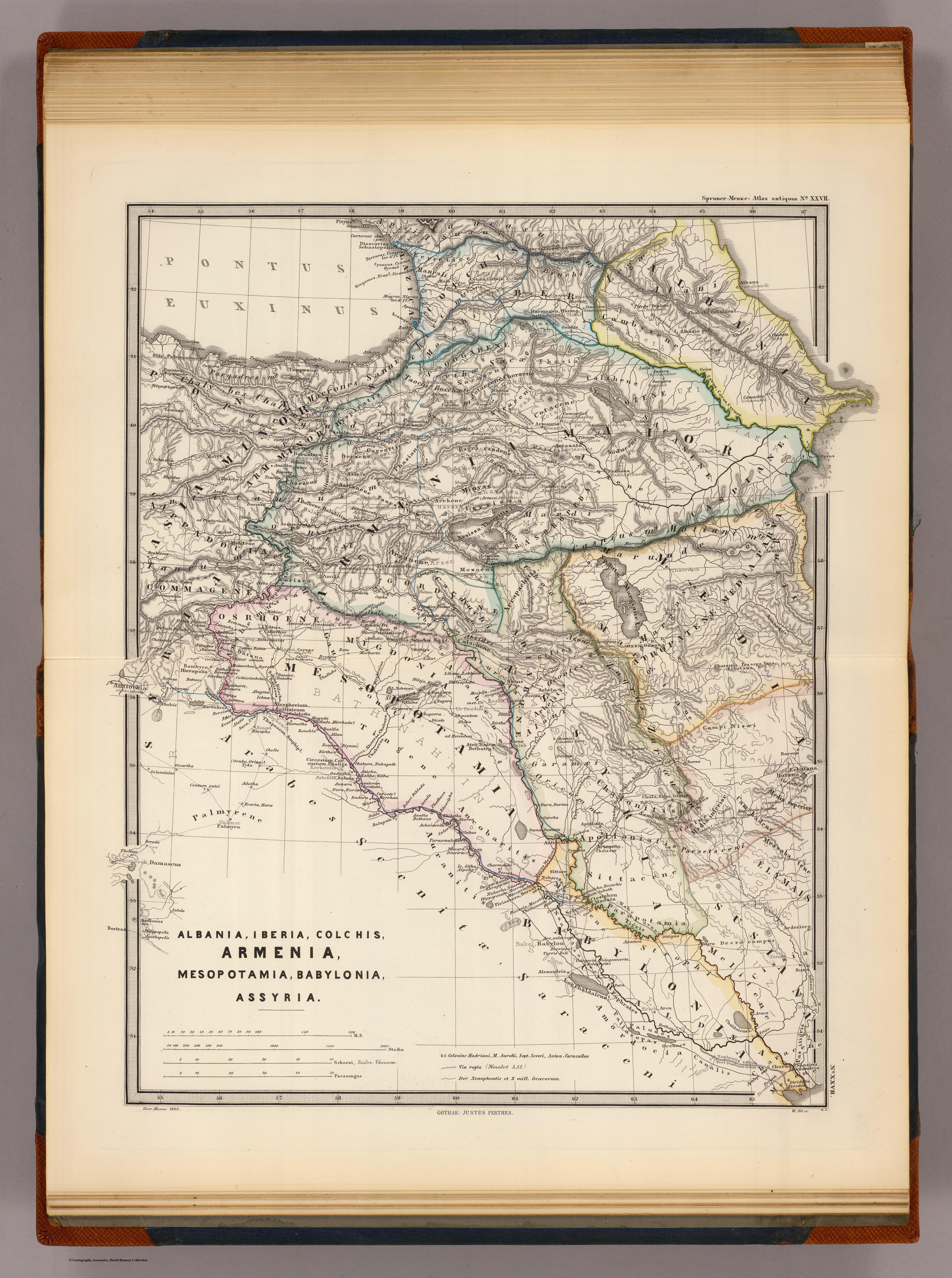
Албания, Иберия, Колхида, Армения, Месопотамия, Вавилон и Ассирия с прилегающими регионами. Карл фон Спрунер. Карта 1863 года.

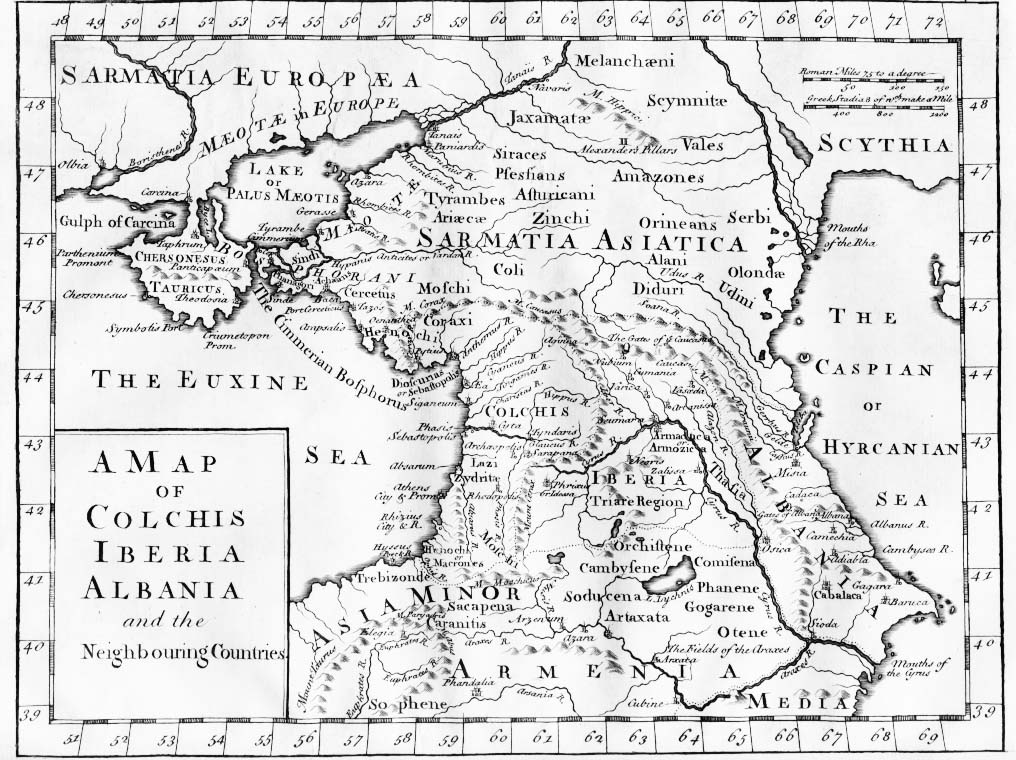
Колхида, Иберия, Албания и соседние государства, 1770 год.

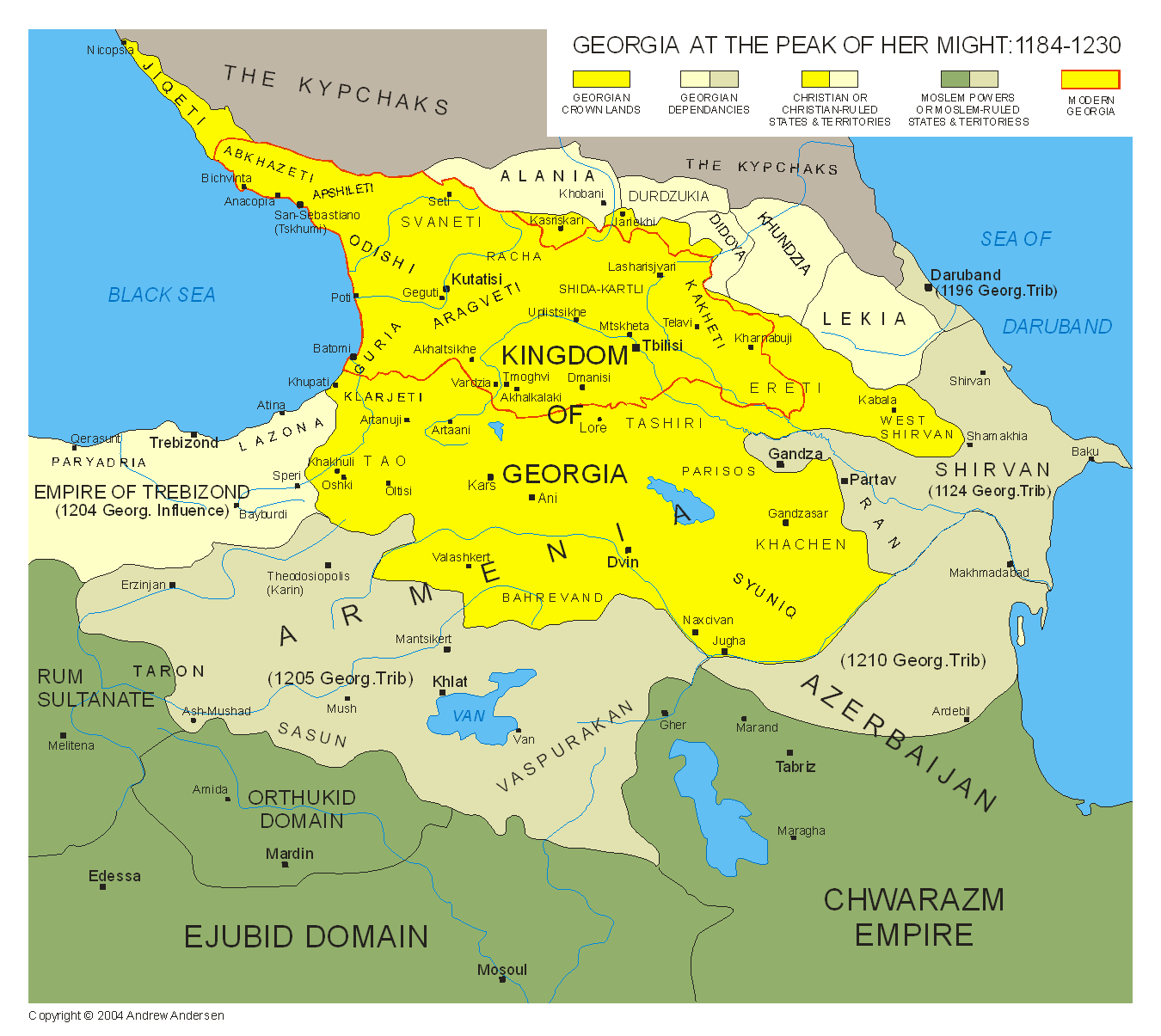
Грузия времен Тамары Великой

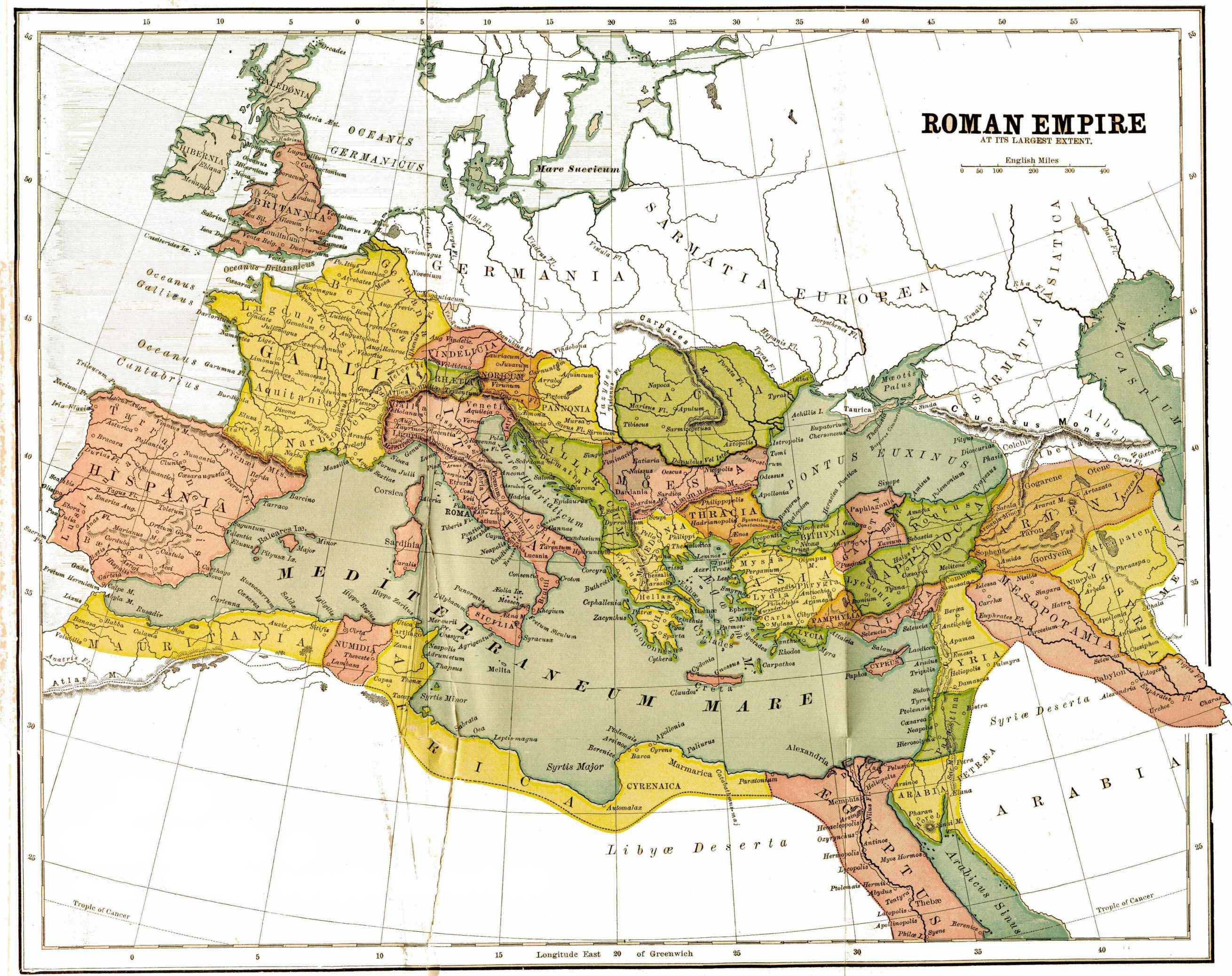
Кавказ в составе Римской империи, 114—117 годы н. э.

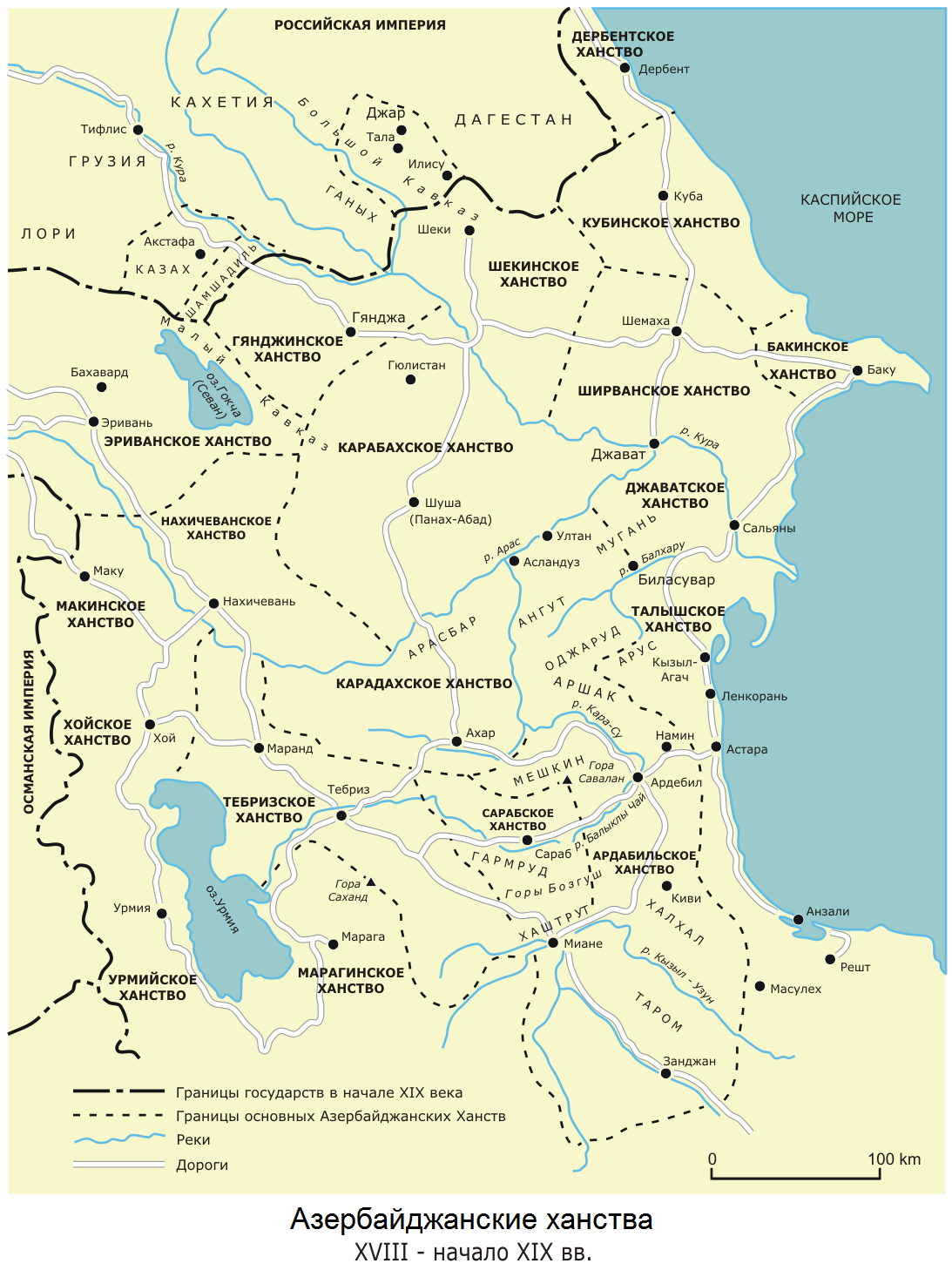
Ханства Закавказья и Иранского Азербайджана, середина XVIII — начало XIX веков.

| Государство                                          | Географическое расположение  | Период существования             |
| ---------------------------------------------------- | ---------------------------- | -------------------------------- |
| Урарту                                               | частично Закавказье          | 890—590 годы до н. э.            |
| Мидия                                                | частично Закавказье          | 670—550 годы до н. э.            |
| Держава Ахеменидов                                   | частично Закавказье          | 550—330 годы до н. э.            |
| Скифское царство                                     | Закавказье                   | VII—VI века до н. э.             |
| Ервандидская Армения                                 | частично Закавказье          | 590—189 годы до н. э.            |
| Синдика                                              | Северный Кавказ              | 520—380 годы до н. э.            |
| Колхида                                              | Закавказье                   | V—II века до н. э.               |
| Боспорское царство                                   | Северный Кавказ              | 480 год до н. э. — VI век н. э.  |
| Великая Армения                                      | частично Закавказье          | 190 год до н. э. — 428 год н. э. |
| Иберия                                               | Закавказье                   | II век до н. э. — 537 год        |
| Кавказская Албания                                   | Закавказье и Северный Кавказ | I век до н. э. — X век н. э.     |
| Абазгия                                              | Закавказье                   | I век — 786 год                  |
| Зихия (Черкесия)                                     | Северный Кавказ              | I век — 1864 год                 |
| Эгриси (Лазика)                                      | Закавказье                   | II—VI века                       |
| Марзпанская Армения                                  | частично Закавказье          | 428—637 годы                     |
| Алания                                               | Северный Кавказ              | VI век — 1239 год                |
| Царство гуннов в Дагестане                           | Северный Кавказ              | V—XI век                         |
| Лакз                                                 | Закавказье и Северный Кавказ | VI—XIV век                       |
| Джидан                                               | Северный Кавказ              | IX-XI века                       |
| Сарир                                                | Северный Кавказ              | VI—XI век                        |
| Зирихгеран                                           | Северный Кавказ              | VI — XV века                     |
| Армянский эмират                                     | частично Закавказье          | 637—886 годы                     |
| Хазарский каганат                                    | частично Северный Кавказ     | 650—969 годы                     |
| Абхазское царство                                    | Закавказье                   | 786—1008 годы                    |
| Эрети                                                | Закавказье                   | 787—959 годы                     |
| Кахетия                                              | Закавказье                   | 787—1104 годы                    |
| Кайтагское уцмийство                                 | Северный Кавказ              | VI век — 1820 год                |
| Тао-Кларджети                                        | Закавказье                   | 813—1008 годы                    |
| Дзурдзуки                                            | Северный Кавказ              | VIII—XI века                     |
| Шандан                                               | Северный Кавказ              | VIII — XI века                   |
| Казикумухское шамхальство                            | Северный Кавказ              | VIII—XVII века                   |
| Армянское царство                                    | частично Закавказье          | 860—1045 годы                    |
| Государство Ширваншахов                              | Закавказье                   | 861—1500 годы                    |
| Хашимиды                                             | Северный Кавказ              | 869—1075 годы                    |
| Салариды                                             | частично Закавказье          | 916—1090 годы                    |
| Шеддадиды                                            | Закавказье                   | 951—1174 годы                    |
| Ташир-Дзорагетское царство                           | Закавказье                   | 978—1118 годы                    |
| Сюникское царство                                    | Закавказье                   | 987—1170 годы                    |
| Карсское царство                                     | Закавказье                   | X—XI века                        |
| Тмутараканское княжество                             | Северный Кавказ              | X—XII века                       |
| Хаченское княжество                                  | Закавказье                   | X—XVI века                       |
| Грузинское царство                                   | Закавказье                   | 1008—1492 годы                   |
| Аварское ханство                                     | Северный Кавказ              | XII век — 1864 год               |
| Самцхе-Саатабаго                                     | Закавказье                   | 1268—1628 годы                   |
| Шекинское государство                                | Закавказье                   | 1384—1551 годы                   |
| Картлийское царство                                  | Закавказье                   | 1490—1762 годы                   |
| Кахетинское царство                                  | Закавказье                   | 1490—1762 годы                   |
| Имеретинское царство                                 | Закавказье                   | 1490—1811 годы                   |
| Хамс                                                 | Закавказье                   | XVI—XVIII века                   |
| Эндиреевское княжество                               | Северный Кавказ              | XVI-XIX века                     |
| Мехтулинское ханство                                 | Северный Кавказ              | XVI век — 1867 год               |
| Утамышский султанат                                  | Северный Кавказ              | XVI век — 1722 год               |
| Сефевидский Иран                                     | частично Закавказье          | XVII—XVIII века                  |
| Казикумухское ханство                                | Северный Кавказ              | 1642—1860 годы                   |
| Тарковское шамхальство                               | Северный Кавказ              | 1642—1867 годы                   |
| Кубинское ханство                                    | Закавказье                   | 1680—1810 годы                   |
| Бакинское ханство                                    | Закавказье                   | 1718—1806 годы                   |
| Гянджинское ханство                                  | Закавказье                   | 1747—1804 годы                   |
| Талышское ханство                                    | Закавказье                   | 1747—1813 годы                   |
| Шекинское ханство                                    | Закавказье                   | 1747—1819 годы; 1826 год         |
| Нахичеванское ханство                                | Закавказье                   | 1747—1828 годы                   |
| Карабахское ханство                                  | Закавказье                   | 1747—1822 годы                   |
| Эриванское ханство                                   | Закавказье                   | 1747—1828 годы                   |
| Ширванское ханство                                   | Закавказье                   | 1748—1820 годы                   |
| Картли-Кахетинское царство                           | Закавказье                   | 1762—1801 годы                   |
| Российская империя                                   | Закавказье и Северный Кавказ | 1801—1917 годы                   |
| Закавказская демократическая федеративная республика | Закавказье                   | 1918 год                         |
| Грузинская Демократическая Республика                | Закавказье                   | 1918—1921 годы                   |
| Азербайджанская Демократическая Республика           | Закавказье                   | 1918—1920 годы                   |
| Первая Республика Армения                            | Закавказье                   | 1918—1920 годы                   |
| Союз Советских Социалистических Республик            | Закавказье и Северный Кавказ | 1921—1991 годы                   |
| Чеченская Республика Ичкерия                         | Северный Кавказ              | 1991—2003 годы                   |

### Россия и Кавказ

#### XVI—XVIII века
Южные и юго-восточные рубежи Русского государства с конца XV века представляли собой обширные степные пространства, населённые многочисленными кочевыми народами, от которых исходила постоянная угроза русским городам и селениям. Эта территория принадлежала государствам, образовавшимся после распада Золотой Орды, — Астраханскому и Крымскому ханствам. Выход к естественным южным рубежам — Кавказским горам, Чёрному и Каспийскому морям — и обеспечение стабильности на пограничных территориях рассматривались как залог обеспечения безопасности самой России.
Кавказский регион представлял важное значение для Русского государства и своим исключительным геостратегическим положением — именно здесь проходили торговые и транспортные пути, соединявшие Европу с Центральной Азией (включая Волжско-Каспийский путь). Борьба России с татарскими ханствами совпала с усилением стремлений Персии и Османской империи установить свою гегемонию на Кавказе. Турки-османы, завоевавшие к середине XV века большую часть Византии, перешли в наступление на генуэзские колонии в Крыму и на Северо-Западном Кавказе. Присоединив к себе Крымское ханство, Османская империя вплотную придвинулась к землям адыгов. В первой половине XVI века в результате многочисленных военных походов турецких и крымских войск часть адыгских племён Прикубанья была покорена. В устье реки Кубань поднялась турецкая крепость Темрюк. В этой ситуации усилившееся после распада Золотой Орды сильное русское государство рассматривалось народами Северного Кавказа, а также армянами и грузинами как геополитический противник Персии и Османской империи, способный помочь ослаблению зависимости от них.
Русские (казачьи) поселения в Предкавказье, во владениях кабардинских князей — в ряде местностей нынешней Чеченской равнины, на склонах Терского хребта и вдоль Терека, — появились уже в начале XVI века (так называемые гребенские казаки). Сразу после взятия русскими войсками Казани, в ноябре 1552 года, в Москву прибыло посольство от нескольких адыгских племён с прошением о защите и покровительстве. Иван Грозный направил в Черкесию своё посольство для выяснения обстановки, а по его возвращении обязался предоставить адыгским землям своё покровительство в отношении Крымского ханства, но не Османской империи, с которой у России был мир.
В 1557 году Кабарда приняла русское подданство. В 1561 году Иван Грозный взял в жёны кабардинскую княжну Кученей Идарову, в крещении названную Марией. Добровольное подданство кабардино-черкесских князей не означало, однако, включения их территорий в состав Русского государства и отмены их прав на свои земли. Адыгские князья временами меняли свои политические симпатии и формально выражали свою покорность то одним, то другим правителям крупных государств.
После падения Астраханского ханства (1556) южная граница России в Восточном Предкавказье продвинулась до р. Терек, где были основаны крепости Терки (1567) и Терский городок (1588). Наиболее влиятельным государством Восточного Кавказа было кумыкское феодальное государство Тарковское шамхальство, правители которого пытались не допустить усиления влияния какой-либо державы на кавказских территориях. Против них и их союзников, проявлявших враждебность по отношению к усилению российского влияния, предпринимались военные походы (Дагестан, 1594 и 1604—1605). Так начались русско-кумыкские войны, которые велись с переменным успехом.
В 1722—1723 годы русские войска в результате персидского похода заняли всё западное побережье Каспийского моря, включая Дербент и Баку, но уже в середине 1730-х годов из военно-дипломатических соображений возвратило Ирану прикаспийские области, вновь отойдя за Терек и заложив крепости Кизляр (1735) и Моздок (1763), что стало началом создания Кавказских укреплённых линий.

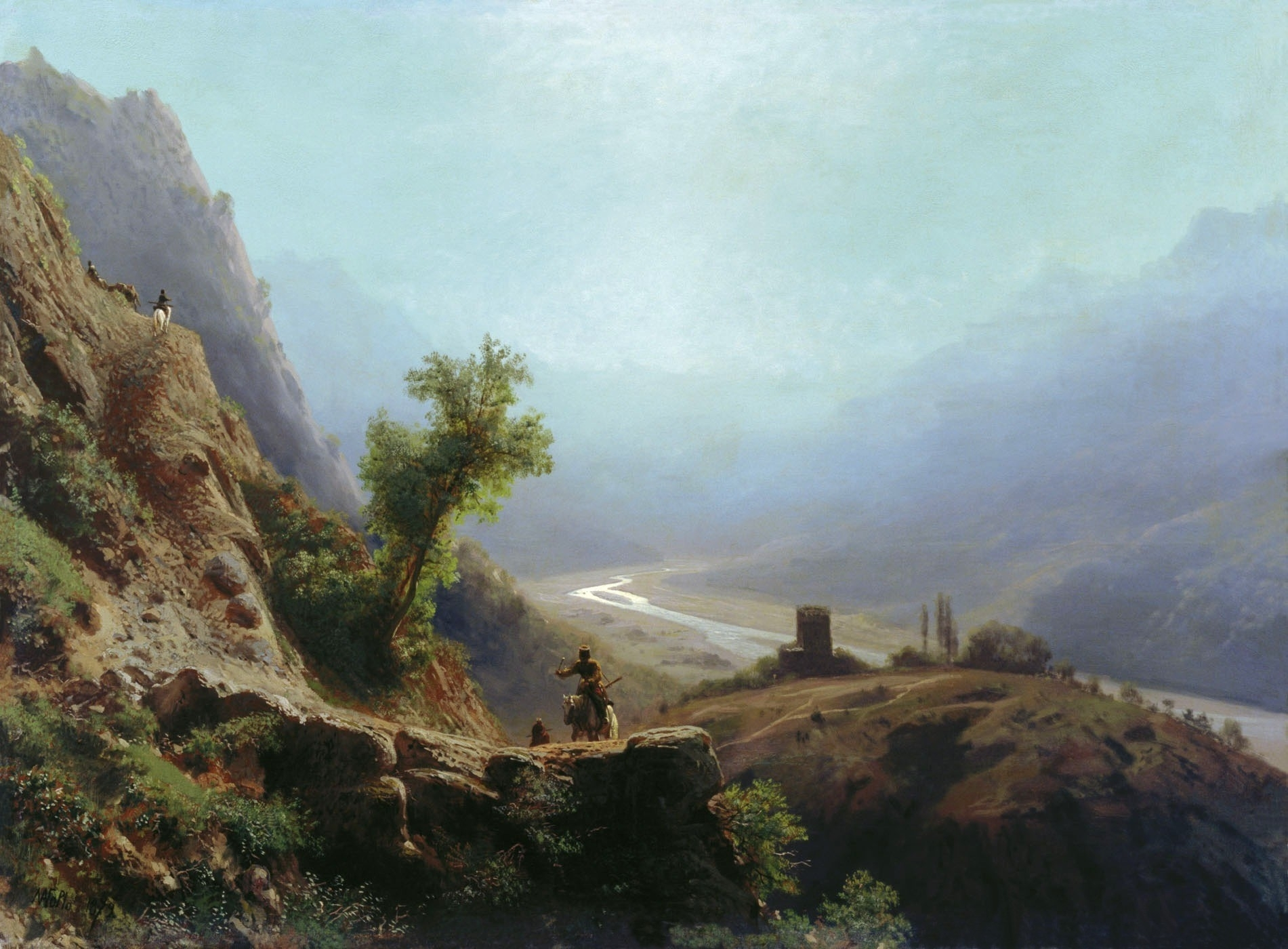
«В горах Кавказа». Картина Л. Ф. Лагорио (1879)

Присоединение к России Северного Кавказа с одновременным ослаблением позиций Османской империи началось в 1770-е годах. Русско-турецкая война 1768—1774 годов завершилась подписанием Кючук-Кайнарджийского мирного договора, по которому Крымское ханство признавалось независимым от Османской империи и под власть России переходило черноморское побережье с крепостями Керчь, Еникале и Кинбурн. Была подтверждена аннексия Кабарды Россией и присоединена Северная Осетия. В 1777—1780 годы была создана Азово-Моздокская укрепленная линия (через Ставрополь-Кавказский), но уже в 1778 году её правый фланг был перенесён на Кубань. Россия таким образом завладела землями адыгов (черкесов) между Кубанью и Тереком.
С середины 1780-х годов Екатериноград, Моздок и Ставрополь-Кавказский получили статус уездных городов Кавказского наместничества — первой российской административно-территориальной единицы на Кавказе, созданной в 1785 году. В Кавказское наместничество входили Астраханская и Кавказская губернии. В 1796 году наместничество было упразднено.
С закреплением России в Предкавказье правительство приступило к раздаче местных земель русским помещикам. Продвижение и усиление Кавказской укреплённой линии привело к обострению отношений с ногайцами, кумыками, адыгскими (черкесскими) народами, чеченцами. Поднимается восстание, при котором Шейх Мансур с кумыками и другими народами дважды осаждают Кизляр. В ходе Русско-турецкой войны 1787—1791 годов черкесские отряды под командованием чеченского шейха Мансура воевали на стороне турок. Война закончилась подписанием Ясского мирного договора, по которому Турция признала независимость Грузии и горцев Западного Кавказа. В 1792—1798 годах по реке Кубань были построены Черноморская и Кубанская кордонные линии. Для укрепления новой границы Екатерина II в 1792 году переселила на правобережье Кубани Черноморское казачье войско, до этого занимавшее территории между Бугом и Днестром. Так было положено начало созданию Кубанского казачьего войска.
В 1783 году подписанием Георгиевского трактата между Россией и Картли-Кахетинским царством был установлен протекторат России над Восточной Грузией, которой угрожала Турция. В том же году было начато строительство Военно-Грузинской дороги, вдоль которой было построено несколько укреплений, в том числе крепость Владикавказ (1784).

#### Закавказье в XIX веке

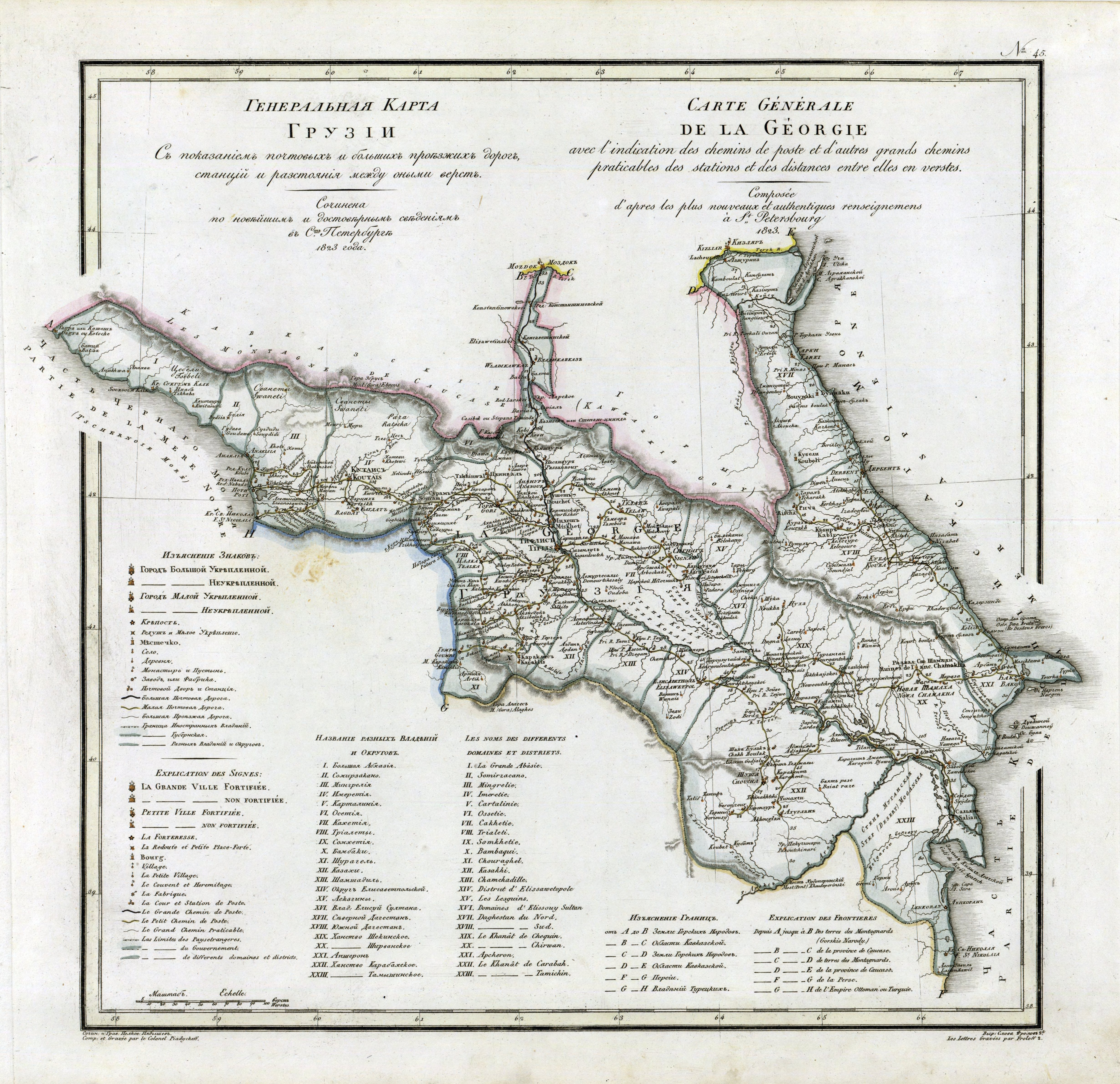
Грузинская губерния

В 1801 году Картли-Кахетинское царство было присоединено к России, образовав Грузинскую губернию. В 1803 году к Грузии была присоединена Джаро-Белоканская область. В 1803 году Мингрелия, а в 1804 году Имеретия и Гурия вступили в русское подданство; в 1803 году были покорены крепость Гянджа и всё Гянджинское ханство. В 1805 году приняли русское подданство ханства Карабахское и Шекинское а в 1806 году — Ширванское ханство.
Это привело к Русско-персидской войне (1804—1813), в результате которой по Гюлистанскому мирному договору Персия признала переход к России Дагестана, грузинских царств и княжеств, Абхазии и ханств: Бакинского, Карабахского, Гянджинского, Ширванского, Шекинского, Дербентского, Кубинского, Талышского. Таким образом России стало принадлежать почти всё Закавказье.
В 1811 году на вновь присоединённых землях Грузии была создана Имеретинская область (в 1840 году была объединена с Грузинской губернией в Грузино-Имеретинскую область, которая, в свою очередь, в 1846 году была разделена на Тифлисскую и Кутаисскую губернии).

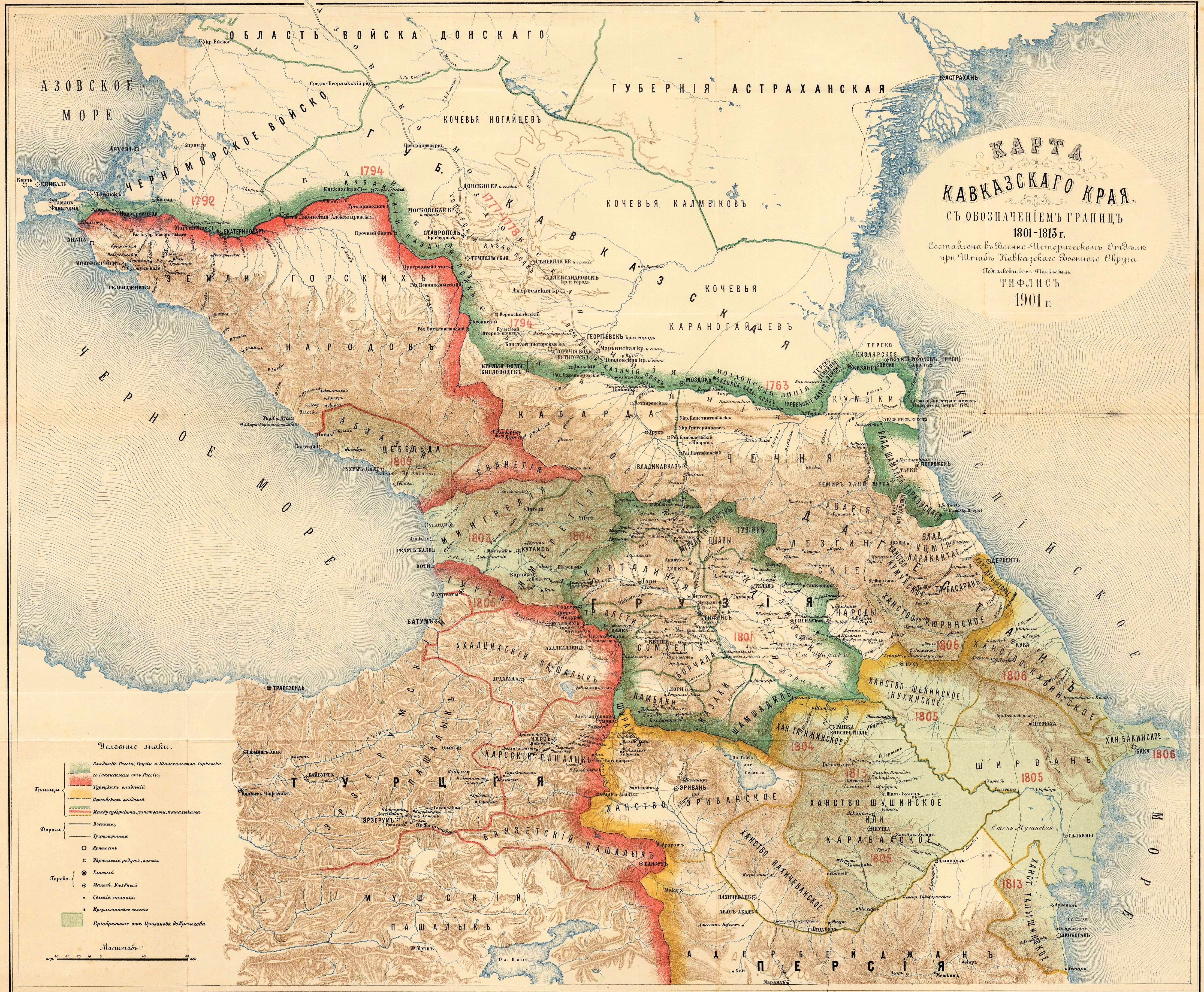
Карта Кавказского края (1801—1813). Составлена в военно историческом отделе при штабе Кавказского военного округа подполковником Томниевым. Тифлис, 1901 год.
(Под названием «земли горских народов» подразумеваются земли западных адыгов (черкесов)).

В 1826 году Персия предприняла попытку вернуть свои кавказские владения, но безрезультатно. По Туркманчайскому мирному договору Персия была вынуждена подтвердить все условия Гюлистанского мира, а также признать переход к России части Каспийского побережья и Восточной Армении (Эриванского и Нахичеванского ханств, где позже было создано особое административное образование — Армянская область (с 1849 года — Эриванская губерния), куда Россия, по политическим, военным и экономическим причинам, рекомендовала селиться армянам из Персии. Граница между Россией и Персией прошла по реке Аракс.
После Русско-турецкой войны 1828—1829 к России перешло по Адрианопольскому мирному договору всё восточное побережье Чёрного моря от устья Кубани до пристани святого Николая с крепостями Анапа, Суджук-кале и Поти, а также города Ахалцихе и Ахалкалаки.

Территориально-административное деление Закавказья и Северного Кавказа, 1860 год.

В 1844 году был образован Джаро-Белоканский округ (с 1860 года — Закатальский округ). В 1840 году была образована Каспийская область (с 1846 года — Шемахинская губерния, с 1859 года — Бакинская губерния). В 1844—1882 годах существовало Кавказское наместничество с центром в Тифлисе. Наместник был одновременно главнокомандующим русскими войсками на Кавказе. Высшим органом по делам Кавказа до 1882 года был Кавказский комитет, образованный в 1842 году. После упразднения Кавказского наместничества главой кавказской администрации стал главноначальствующий гражданской частью на Кавказе.

#### Северный Кавказ в XIX веке
В 1802 году на Северном Кавказе вновь была образована Кавказская губерния с центром в городе Георгиевске (с 1822 года — Кавказская область с центром в городе Ставрополе, с 1847 года — Ставропольская губерния). В 1846 году была создана Дербентская губерния (с 1860 года — Дагестанская область с центром в городе Темир-Хан-Шура, ныне Буйнакск).

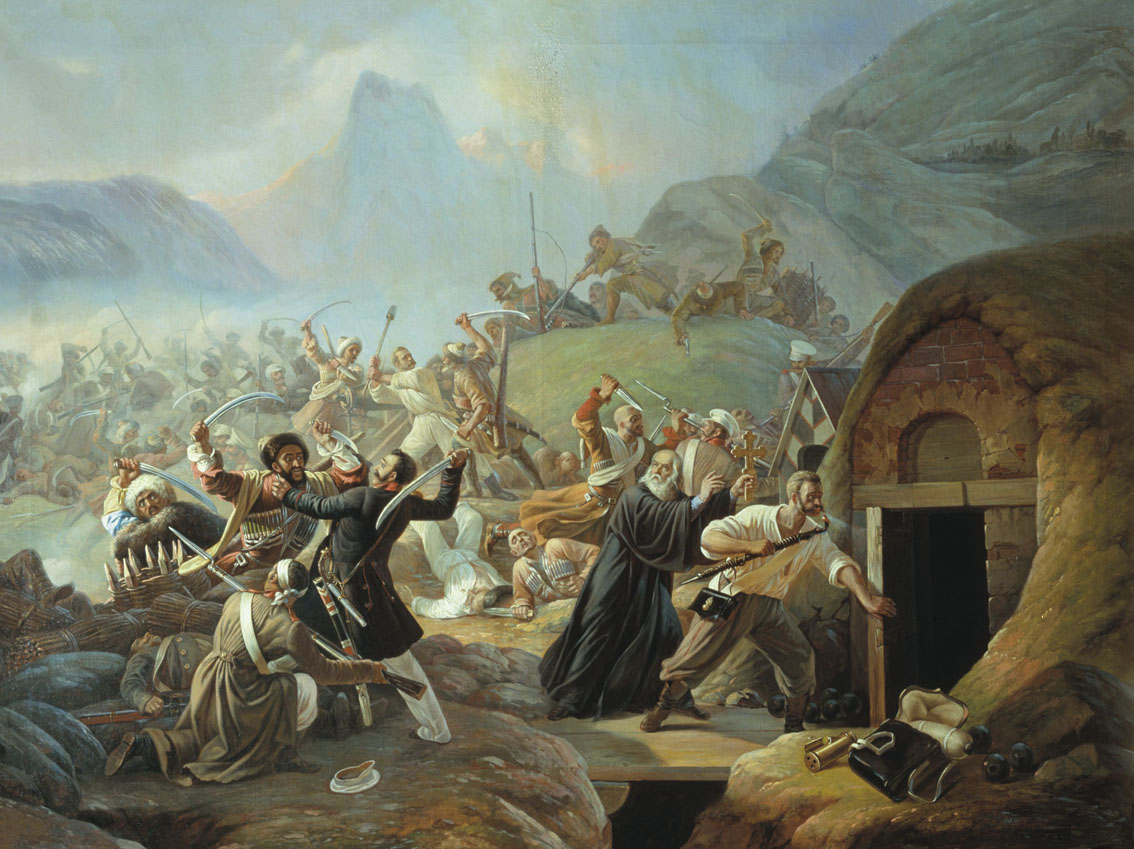
Кавказская война

После перехода в русское подданство Грузии (1801—1810) и ряда ханств Закавказья (1803—1813) присоединение земель, отделявших Закавказье от России, рассматривалось как важнейшая военно-политическая задача. Горцы северных склонов Главного Кавказского хребта, однако, оказали ожесточённое сопротивление усиливающемуся российскому присутствию на Кавказе, вылившееся в многолетние военные действия, известные под названием «Кавказской войны» (1817—1864).
Кавказская война началась с восстаний кумыкских феодалов Тарковского шамхальства, Аварского и Мехтулинского ханств, а также акушинцев и чеченцев против действий энергичного русского военачальника Алексея Ермолова.
На западе противниками русских войск стали адыги Черноморского побережья и Прикубанья, а на востоке — горцы, впоследствии объединившиеся в военно-теократическое исламское государство Имамат Чечни и Дагестана, которое возглавил Шамиль. На первом этапе Кавказская война совпала с войнами России против Персии и Турции, в связи с чем военные действия против горцев Россия была вынуждена вести ограниченными силами.
С середины 1830-х годов, однако, конфликт обострился в связи с возникновением на территории Чечни и Дагестана религиозно-политического движения под флагом газавата. Антироссийское восстание получило моральную и военную поддержку Османской Турции, а во время Крымской войны — и Великобритании, рассчитывавшей закрепиться в этом регионе. Сопротивление горцев Чечни и Дагестана было окончательно сломлено лишь в 1859 году. На завершающем этапе войны был покорён Северо-Западный Кавказ. Война привела к многочисленным жертвам среди местного населения как в ходе боевых действий, так и по их завершении, в результате добровольной и насильственной эмиграции сотен тысяч горцев, отказывавшихся подчиниться русскому владычеству.

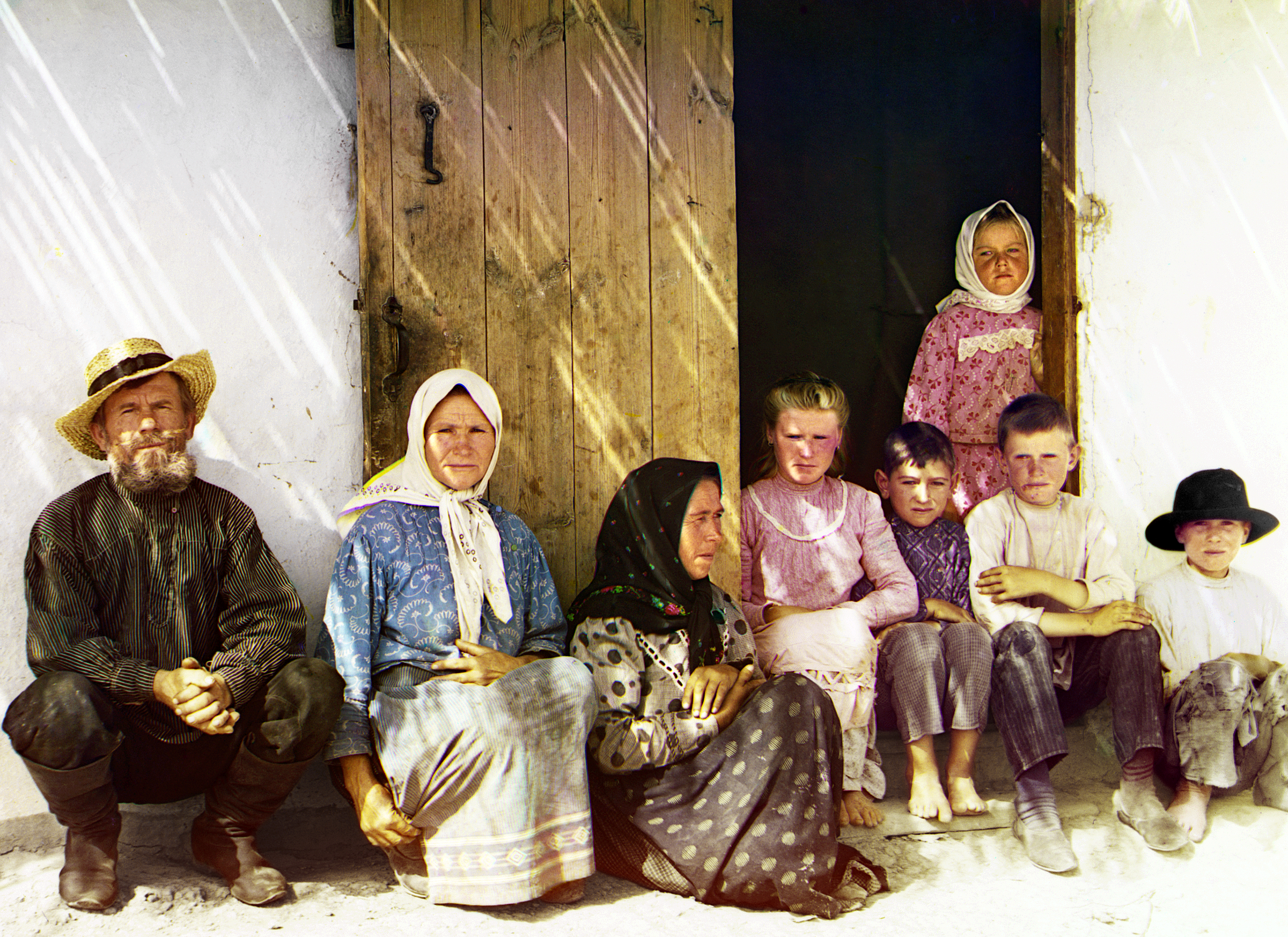
Русские поселенцы в Муганской степи

После покорения Северного Кавказа для управления им была создана система приставств. Приставы был представителем военного командования. Его власть была практически неограниченной, что часто приводило к злоупотреблениям. В связи с тем, что требовалась более эффективная система управления, с конца 50-х до начала 70-х годов XIX века на Кавказе постепенно была создана система, названная «военно-народным управлением», которая характеризовалось сочетанием деятельности органов царской администрации с элементами местного самоуправления.
В 1860 годы на Северном Кавказе произошёл ряд восстаний против российских властей: в 1861 году — в Анди и Южном Дагестане, в 1863 году — в Закаталах, Гумбете и Кюре, в 1866 году — в северном Табасаране. На Северном Кавказе получило развитие абречество.
Во время русско-турецкой войны 1877—1878 годов в 1877 году на Северном Кавказе происходил так называемый «малый газават» под руководством четвёртого имама Гаджи-Магомеда в Дагестане и Алибека-хаджи Алдамова и Ума-хаджи Дуева в Чечне. Восстание было жестоко подавлено, а его центр — аул Согратль был сожжён дотла с запретом отстраивать его заново.
Присоединение Северного Кавказа к России способствовало распространению образования, начала формироваться ориентированная на Россию горская интеллигенция, среди представителей которой можно назвать Мирзу Казембека — основателя первой российской школы востоковедения. Крестьянская и земельная реформы привели к складыванию классов. Значительную часть местной буржуазии составили местные крупные землевладельцы.
Быстро развивалась экономика Северного Кавказа (нефтепромыслы Грозного, рыбная, портовая, железнодорожная отрасли Порт-Петровска, обрабатывающая промышленность Дербента), она превратилась в составную часть общероссийского хозяйства. После присоединения к России началось угасание традиционных социально-экономических отношений. С середины XIX века, особенно после окончания Кавказской войны, начинается бурное проникновение российского капитала в Дагестан и в другие регионы Северного Кавказа. Начался медленный процесс внедрения капиталистических отношений.

### XX—XXI века

#### Период независимости в Закавказье

Карта Кавказа и Закавказья, 1903 года

В апреле 1918 году была провозглашена Закавказская демократическая федеративная республика которая вскоре распалась на три государства: 26 мая была провозглашена Грузинская Демократическая Республика, 28 мая — Азербайджанская Демократическая Республика и Республика Армения.

#### Советский период

Административно-политическое деление Закавказья и Северного Кавказа, 1957—1991 годы

После установления советской власти в три республики в Закавказье объединились в Закавказской Социалистической Федеративной Советской Республике, которая затем явилась одной из республик-учредителей СССР.
В годы Второй мировой войны Кавказ стал полем битвы советских и германских войск. После изгнания немецких войск, Государственный Комитет Обороны СССР принял решение о принудительном переселении всех чеченцев и ингушей в Киргизскую и Казахскую ССР в целях стабилизации обстановки в ЧИАССР. Формальная причина — массовые случаи сотрудничества населения Чечено-Ингушской АССР с немецко-фашистскими оккупантами.
В 1940-е годы репрессиям и депортациям подверглись многие другие народы Кавказа (балкарцы, ингуши, калмыки, карачаевцы, понтийские греки, турки-месхетинцы, чеченцы).

#### События в Чечне

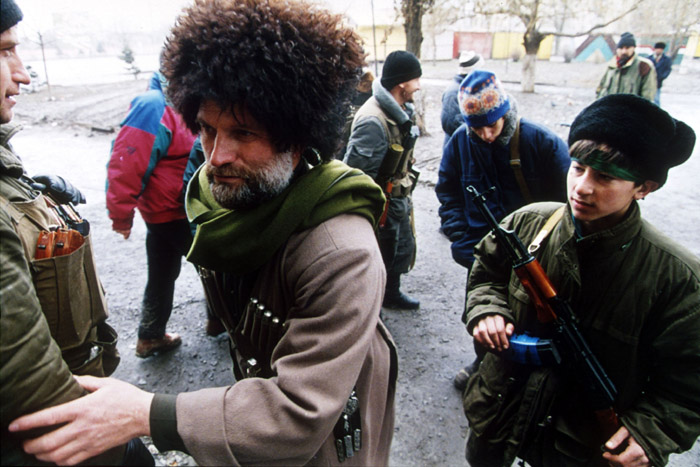
Чеченский конфликт

6 сентября 1991 года в Чечне был совершён вооружённый переворот — Верховный Совет ЧИАССР был разогнан вооружёнными сторонниками Исполкома Общенационального конгресса чеченского народа. В качестве предлога было использовано то, что 19 августа 1991 года партийное руководство в Грозном, в отличие от российского руководства, поддержало действия ГКЧП.
С согласия руководства российского парламента, из небольшой группы депутатов Верховного Совета ЧИАССР и представителей ОКЧН был создан Временный высший совет, который был признан Верховным Советом РФ высшим органом власти на территории республики. Однако менее чем через 3 недели ОКЧН распустил его и объявил, что берёт на себя всю полноту власти.
1 октября 1991 года решением Верховного совета РСФСР Чечено-Ингушская Республика была разделена на Чеченскую и Ингушскую Республики (без определения границ). Власть в Чечне перешла в руки сепаратистов во главе с Джохаром Дудаевым, что привело к кровопролитному вооруженному конфликту между федеральными войсками и чеченскими вооруженными формированиями.
B 2001 году, по завершении второй чеченской кампании, были проведены выборы президента Чеченской Республики как субъекта Российской Федерации. Президентом стал нашедший компромисс с федеральной властью Ахмад Кадыров.
9 мая 2004 года Кадыров-старший погиб в результате теракта. Его преемником стал Алу Алханов.
8 марта 2005 года президент самопровозглашённой Ичкерии Аслан Масхадов был уничтожен в ходе спецоперации. Полномочия президента Ичкерии перешли к вице-президенту Абдул-Халиму Садулаеву.
17 июня 2006 года президент самопровозглашённой Ичкерии Абдул-Халим Садулаев был убит в результате спецоперации, проведённой российским ФСБ и чеченским спецназом в городе Аргун. Полномочия президента Ичкерии перешли к вице-президенту Докке Умарову. Его заместителем стал Шамиль Басаев.
10 июля 2006 года Шамиль Басаев был убит в результате взрыва сопровождаемого им грузовика со взрывчаткой. По версии ФСБ, взрыв стал следствием спецоперации, хотя источники, связанные с чеченскими сепаратистами, склонны утверждать о случайности и неосторожном обращении со взрывчаткой.
15 февраля 2007 года А. Алханов ушёл с поста президента (формально по собственному желанию). Обязанности президента возложены на премьера Рамзана Кадырова (младшего сына Ахмата Кадырова), который командует республиканскими силовыми структурами.
16 апреля 2009 года в Чеченской Республике официально отменён режим контртеррористической операции.
На территории республики и соседних регионов на протяжении долгого времени сохранялась диверсионная и террористическая активность сепаратистов (см. Борьба с терроризмом на Северном Кавказе).

#### Южная Осетия
В ночь с 7 на 8 августа 2008 года началась война в Грузии. В результате военных действий, по данным Следственного комитета при прокуратуре Российской Федерации, погибли 48 российских военнослужащих (включая 10 российских миротворцев) и 162 мирных жителя (данные по погибшим мирным жителям неокончательные). Российская Федерация ввела свои войска в Южную Осетию, в результате чего через несколько дней грузинские войска были отброшены из Южной Осетии, также в ходе войны вооружённые силы Грузии оставили ранее контролируемую ими верхнюю часть Кодорского ущелья в Абхазии. 26 августа 2008 года Россия признала независимость Южной Осетии и Абхазии.

## Страны и регионы Кавказа
| - Азербайджан - Грузия - Армения | - Россия - Адыгея - Дагестан - Ингушетия - Кабардино-Балкария - Карачаево-Черкесия - Северная Осетия - Чечня - Краснодарский край - Ставропольский край | - Республика Абхазия (част. призн.) - Южная Осетия (част. призн.) |  |

## Горячие точки Кавказа
Перечисление дано в алфавитном порядке:
- Абхазия — грузино-абхазский конфликт. Острая фаза в 1992-1993, 1998, 2001, 2008 годах.
- Дагестан — внутренний конфликт и вторжение со стороны Чечни. Острая фаза в 1999 году.
- Нагорный Карабах — армяно-азербайджанский конфликт. Острая фаза 1992—1994 годы, в апреле 2016 года, сентябре-ноябре 2020 года, сентябре 2023 года.
- Северная Осетия-Алания — осетино-ингушский конфликт. Острая фаза в 1992, 1999 годах.
- Чечня — чеченский конфликт. Острая фаза в 1994-1996 и 1999-2000 годы.
- Южная Осетия — грузино-южноосетинский конфликт. Острая фаза в 1991-1992, 2004 и 2008 годах.